# Haus Reuß

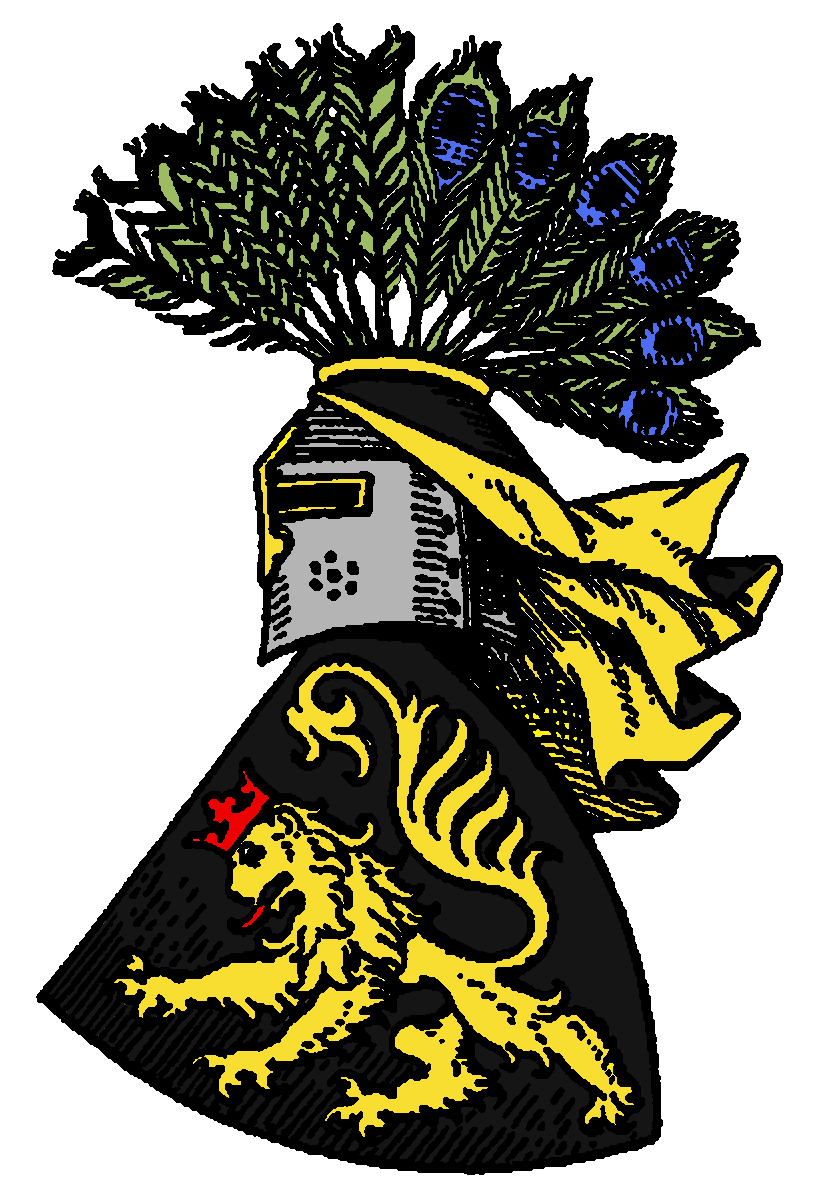
Stammwappen des Hauses Reuß (um 1279)

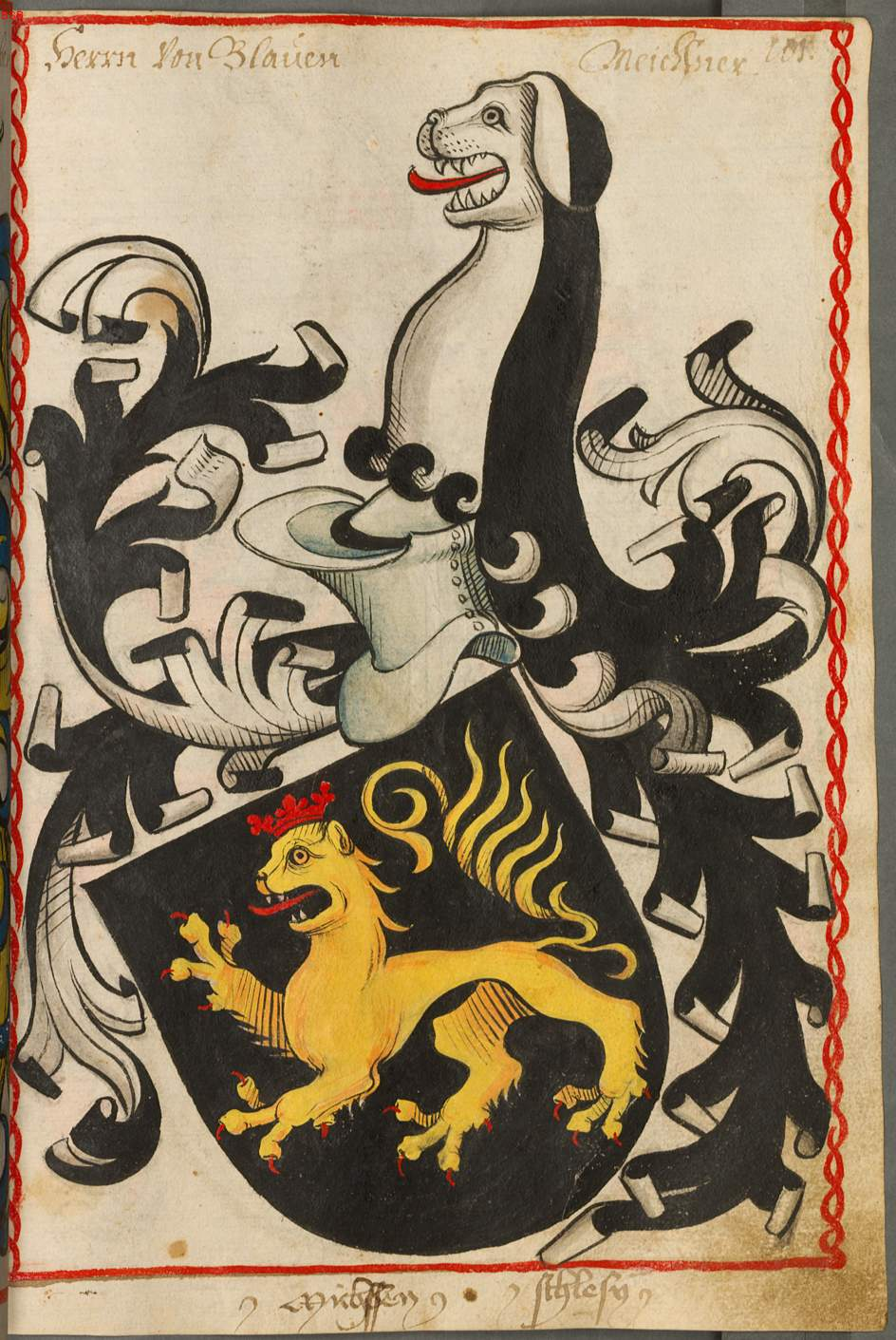
Späteres (1370) Wappen der Linien der Vögte von Gera, seit Mitte 15. Jahrhundert auch der Vögte von Plauen und Reuß

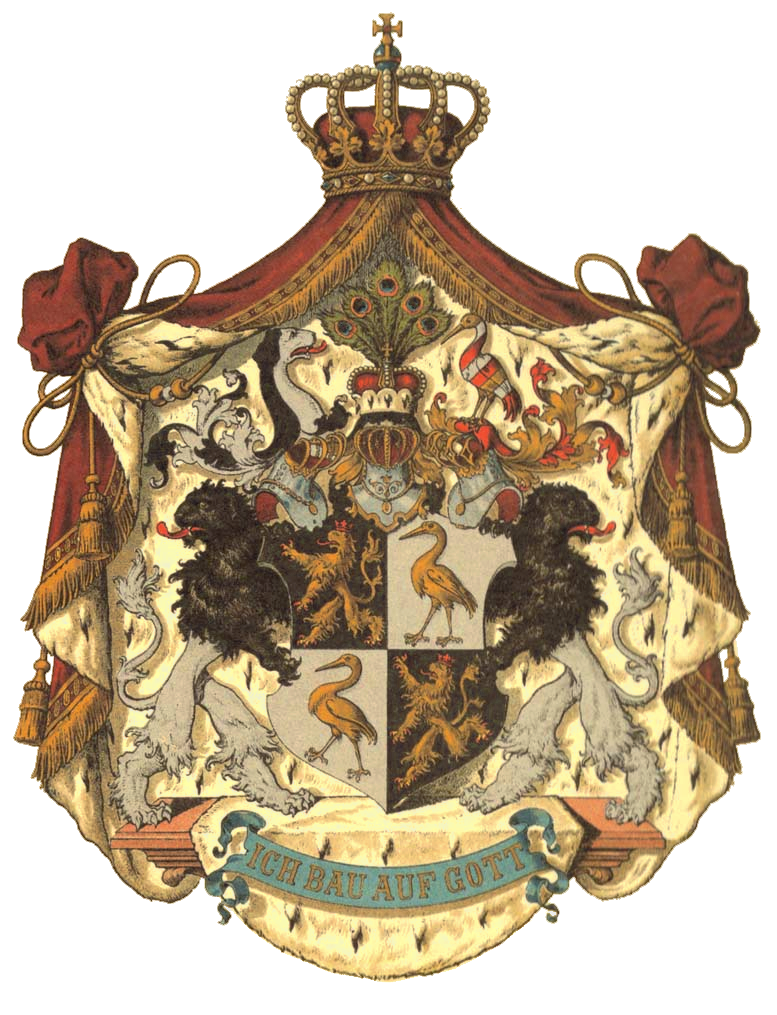
Wappen des fürstlichen Hauses Reuß jüngerer Linie

Flagge des Fürstentums Reuß älterer Linie (und des späteren Volksstaates Reuß), man beachte die farblich identische Flagge des Fürstentums Waldeck-Pyrmont

Flagge des Fürstentums Reuß jüngerer Linie

Das  Haus Reuß ist ein bis 1918 regierendes Herrschergeschlecht, das auf die Vögte von Weida bzw. deren Abzweig, die Vögte von Plauen, zurückgeht. Die verschiedenen Vogtslinien übten ursprünglich das Ministerialenamt der Vögte im nach ihnen benannten Vogtland, heute im Grenzgebiet von Bayern, Sachsen und Thüringen, aus.
Die thüringische Familie siedelte schon vor der Mitte des 12. Jahrhunderts in das Sorbenland der mittleren und oberen Weißen Elster über. Hier bauten sie mit Rodung und Siedlung und in Wahrnehmung von Reichsaufgaben eine größere Herrschaft auf. Die Vögte stiegen rasch in den Herrenstand auf, Kaiser Ludwig der Bayer bestätigte ihnen 1329 fürstengleichen Rang. Sie wurden 1673 zu reichsunmittelbaren Grafen und (je nach Linie) ab 1778 (1790 bzw. 1802) zu Reichsfürsten. Die Dynastie regierte in diversen Linien und Unterlinien verschiedene, zerteilte Gebiete; um 1700 gab es zehn reußische Grafschaften beider Hauptlinien. Noch bis zur Novemberrevolution 1918 bestanden als souveräne Bundesstaaten des Deutschen Kaiserreichs das Fürstentum Reuß älterer Linie mit der Landeshauptstadt Greiz und das Fürstentum Reuß jüngerer Linie mit der Landeshauptstadt Gera.
Zwar sind die vormals regierenden Linien inzwischen im Mannesstamm erloschen (die ältere in Greiz 1927, die jüngere in Gera 1945); von letzterer hatte sich aber 1692 die nicht-regierende Nebenlinie Reuß-Köstritz abgespalten, die 1806 ebenfalls in den Reichsfürstenstand erhoben wurde. Diese Linie existiert als derzeitiges Haus Reuß noch heute; Chef des Hauses ist Heinrich XIV. Prinz Reuß (* 1955), familienintern Fürst Reuß genannt.

## Geschichte

### Die Anfänge

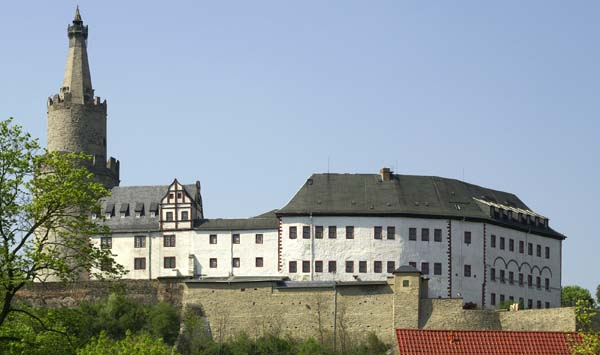
Die Osterburg zu Weida, Sitz der Linie der Vögte von Weida (1531 erloschen)

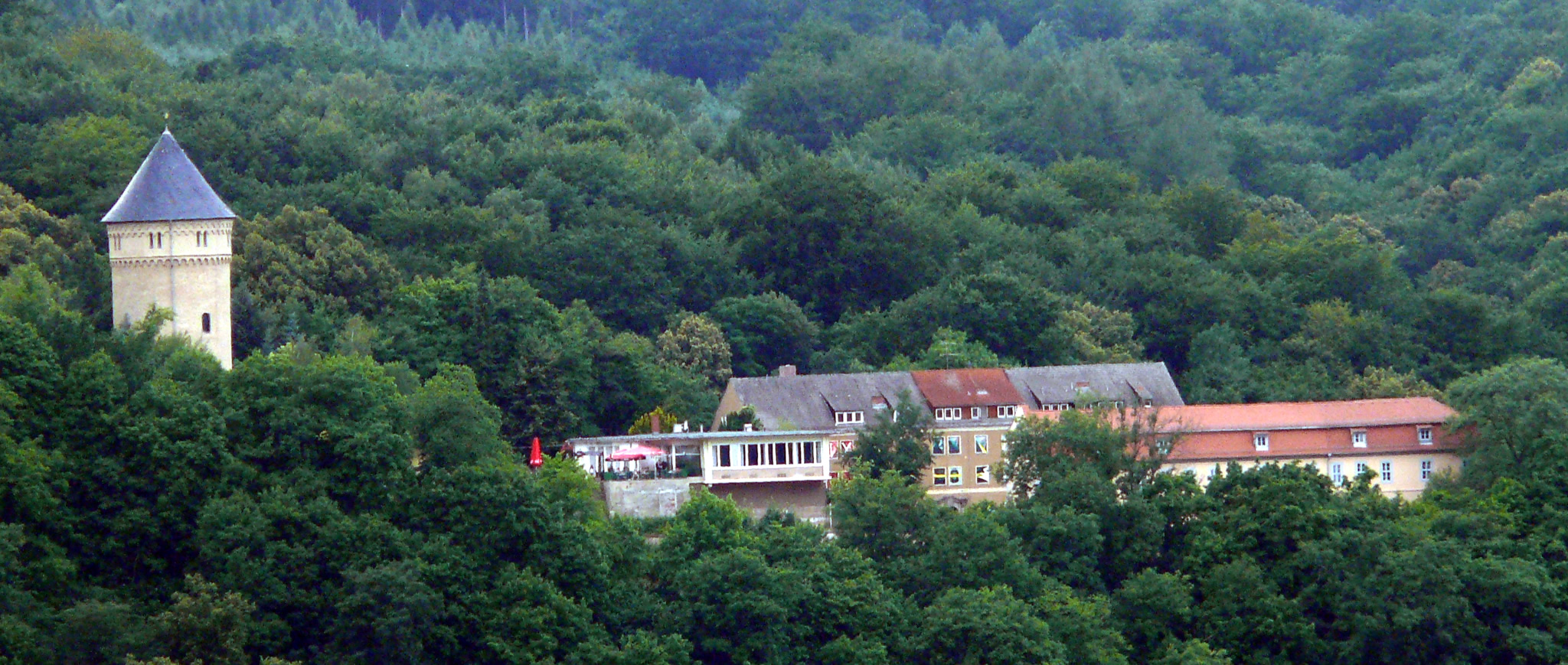
Schloss Osterstein (Gera), Sitz der Linie der Vögte von Gera (1550 erloschen)

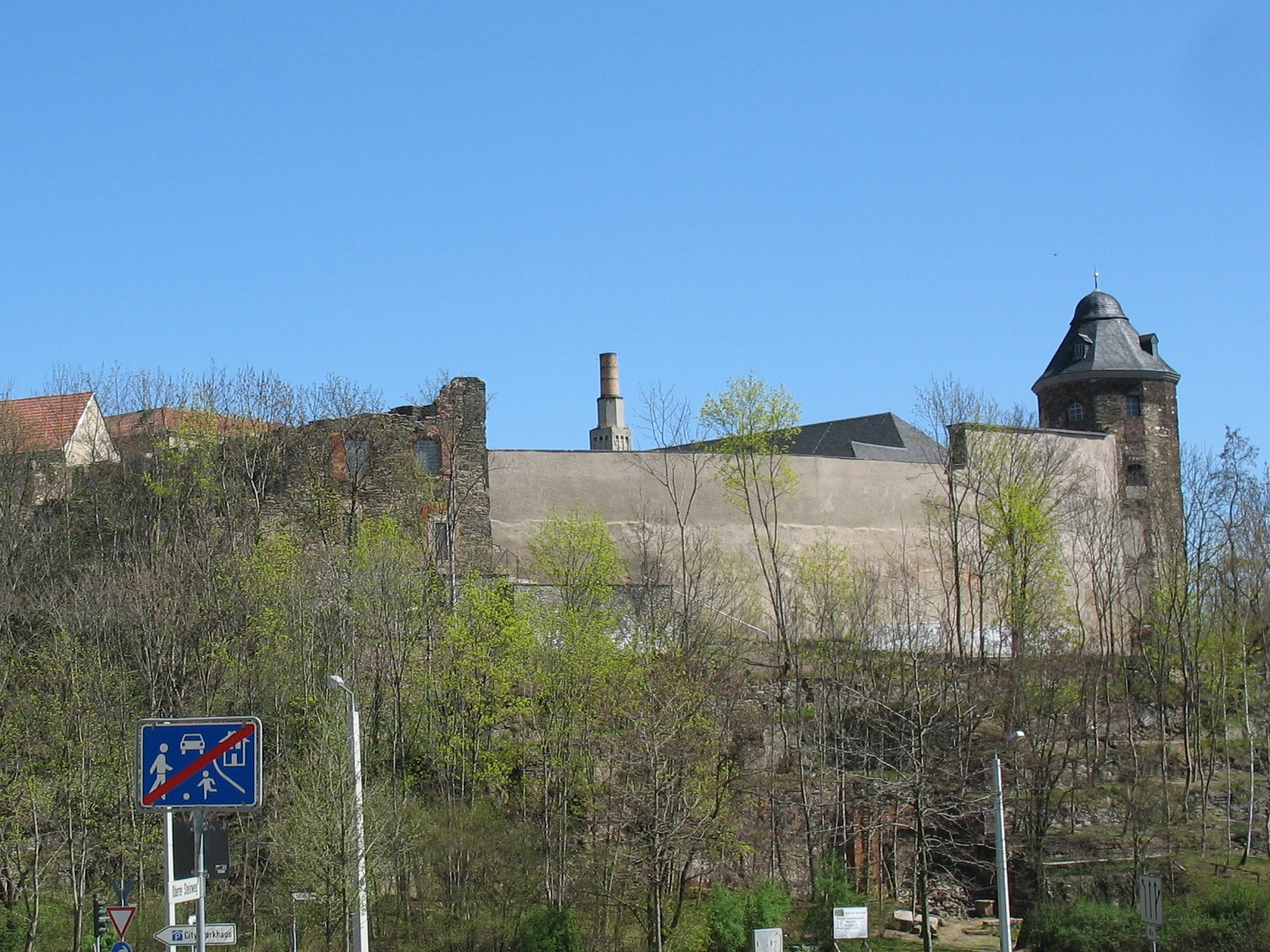
Schloss Plauen, Sitz der Linie der Vögte von Plauen

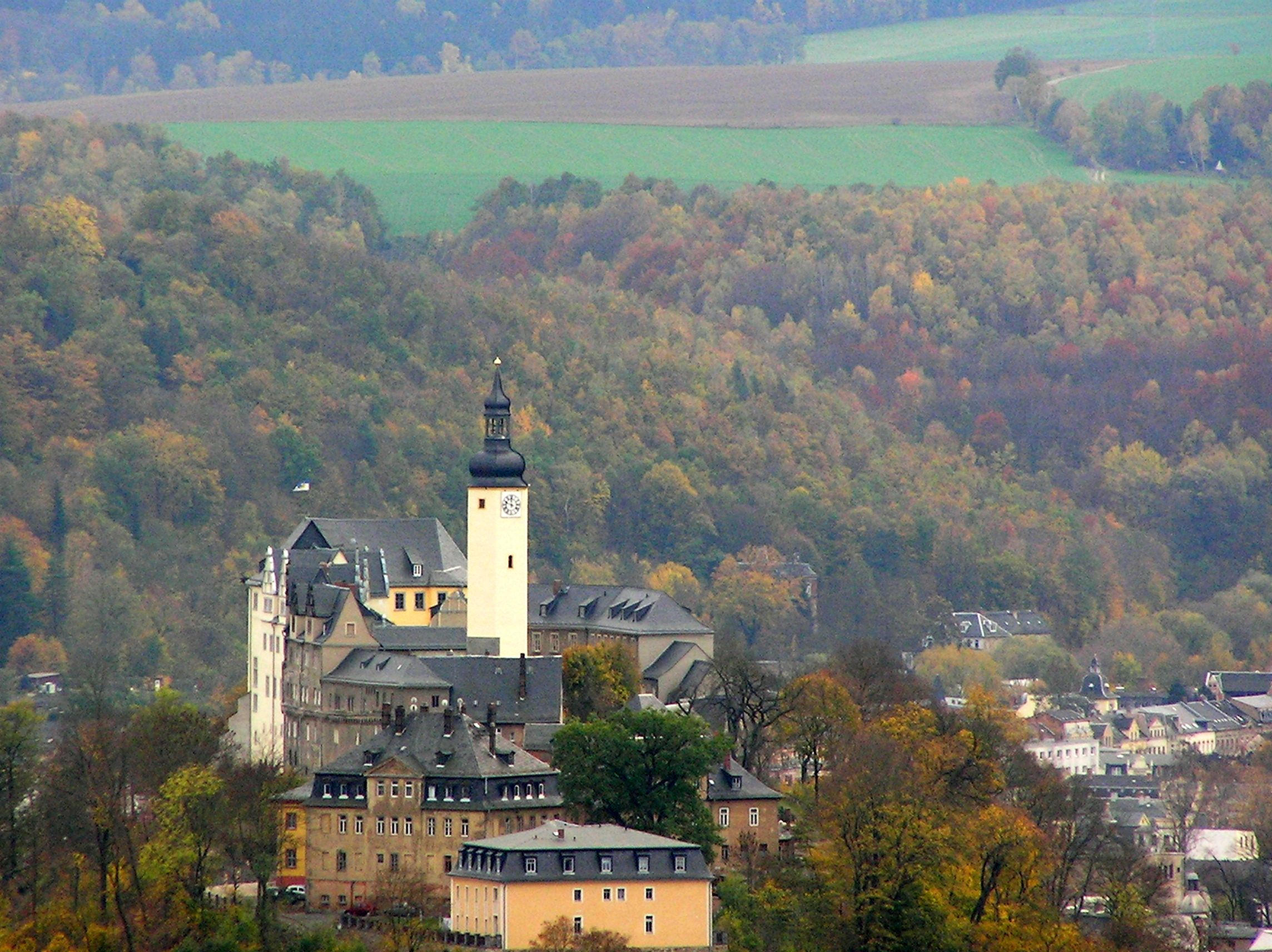
Oberes Schloss in Greiz, Sitz der Vögte von Plauen zu Greiz, genannt Reuß

Urahn des Geschlechtes der Vögte war Heinrich der Fromme vom Gleißberg († um 1120), der von Kaiser Heinrich IV. mit Gera und Weida belehnt wurde. Sein Enkel Heinrich II. der Reiche († vor 1209) erwarb Plauen. Die Erben teilten mehrfach. So entstanden die Linien der Vögte von Weida, der Vögte von Gera und der Vögte von Plauen.
Es ist anzunehmen, dass bereits der Stauferkaiser Friedrich I. Barbarossa um 1180 den Herren von Weida den Titel eines advocatus (lat. für Vogt) verliehen hat. Um 1200 erhob sein Sohn, Kaiser Heinrich VI., Heinrich den Reichen von Weida zum Stiftsvogt des Reichsstifts Quedlinburg – angeblich diesem Kaiser zu Ehren heißen seitdem die Vögte und später sämtliche Reußen mit Vornamen Heinrich (Leitname). Jedenfalls darf man den nachweislich seit 1209 geführten Vogttitel auf die Vogteirechte über den umfangreichen Besitz des Stifts Quedlinburg um Weida und Gera zurückführen. Der Titel wurde bei der Teilung des Stammhauses von allen Zweigen weitergeführt und wie ein erbliches Reichslehen weitergegeben (siehe auch Stammliste des Hauses Reuß).
Die Vögte von Weida wurden auf den von ihnen verwalteten Ländereien im 12. und 13. Jahrhundert allmählich vom Reichsstift Quedlinburg unabhängig. Ihr Gebiet umfasste das, was heute im Allgemeinen als Vogtland verstanden wird, also den Vogtlandkreis mit der Hauptstadt Plauen, das thüringische Vogtland mit Schleiz, Greiz, Bad Lobenstein, Weida und Gera, das fränkische Vogtland mit Hof und Selb sowie das böhmische Vogtland mit Asch.
1209, nach dem Tod Heinrich (II.) des Reichen teilten seine drei Söhne (Heinrich der Ältere, der Mittlere und der Jüngere) das Gebiet in die drei Gebiete Weida, Gera und Greiz auf. Sie nahmen Sitz in den jeweiligen Orten, nannten sich aber weiterhin Vögte von Weida. Um 1237 folgte dann offiziell die Teilung. Heinrich der Ältere war bereits um 1224 verstorben, so erhielt sein Sohn Heinrich (VI.), genannt der Pfeffersack, die Vogtei Weida. Heinrich der Mittlere erhielt Gera und Teile Plauens und Heinrich der Jüngere Greiz. Mit dem Tod des kinderlosen Greizer Vogtes um 1240 erledigte sich diese Teilung. Sein Besitz fiel an seine zwei Neffen, die Söhne Heinrich des Mittleren. Bereits 1238 hatte sich Heinrich der Mittlere von seiner Ehefrau scheiden lassen, er trat in den Deutschen Orden ein, seine Gemahlin in das von ihr gegründete Kloster Cronschwitz. Der Besitz wurde unter seine beiden älteren Söhne aufgeteilt. Heinrich (I.) der Ältere erhielt Plauen (Vögte von Plauen) mit Auerbach und Pausa, Heinrich (I.) der Jüngere Gera (Vögte von Gera) und die Pflege Reichenfels.

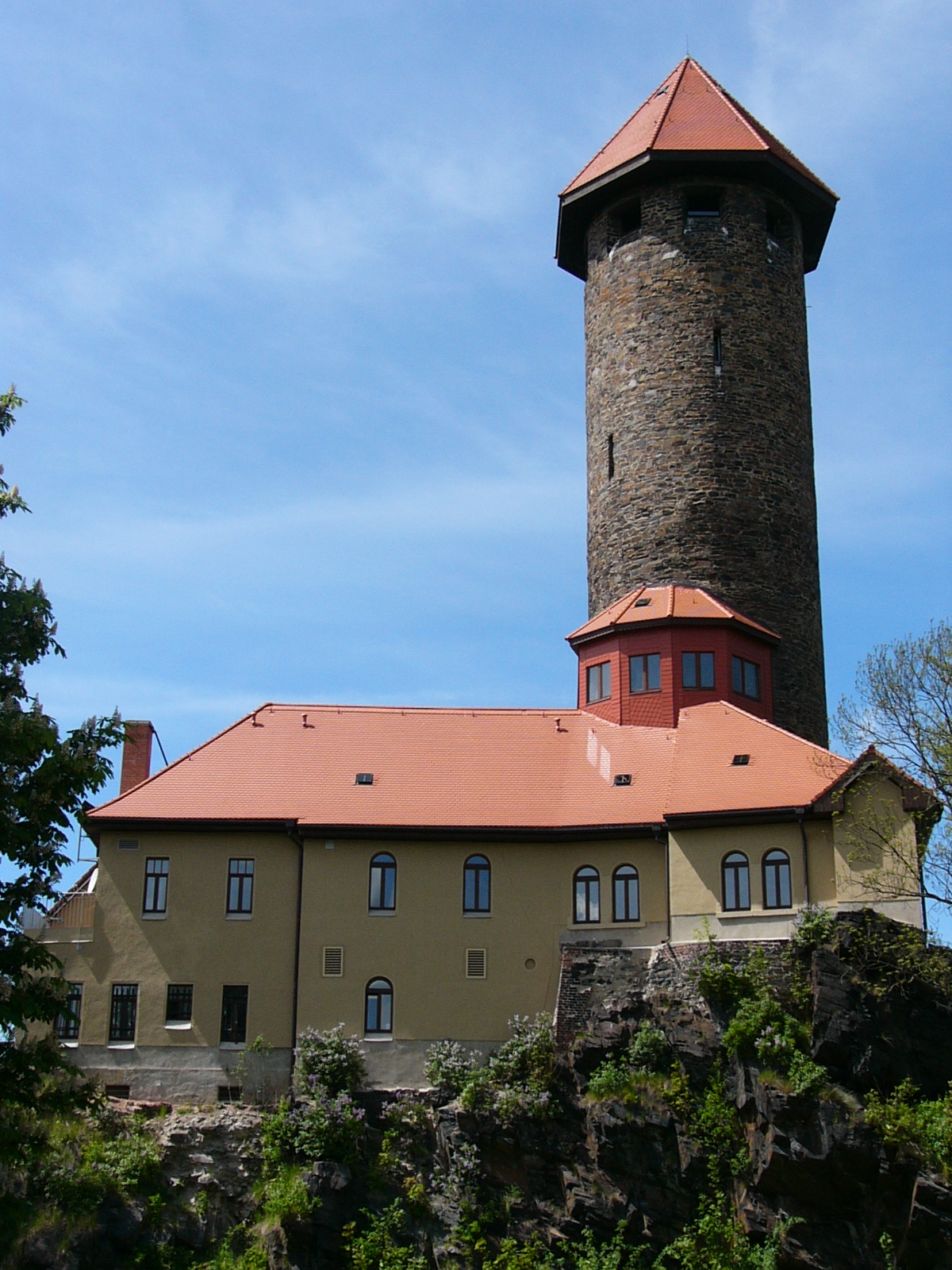
Schlossturm zu Auerbach/Vogtl.
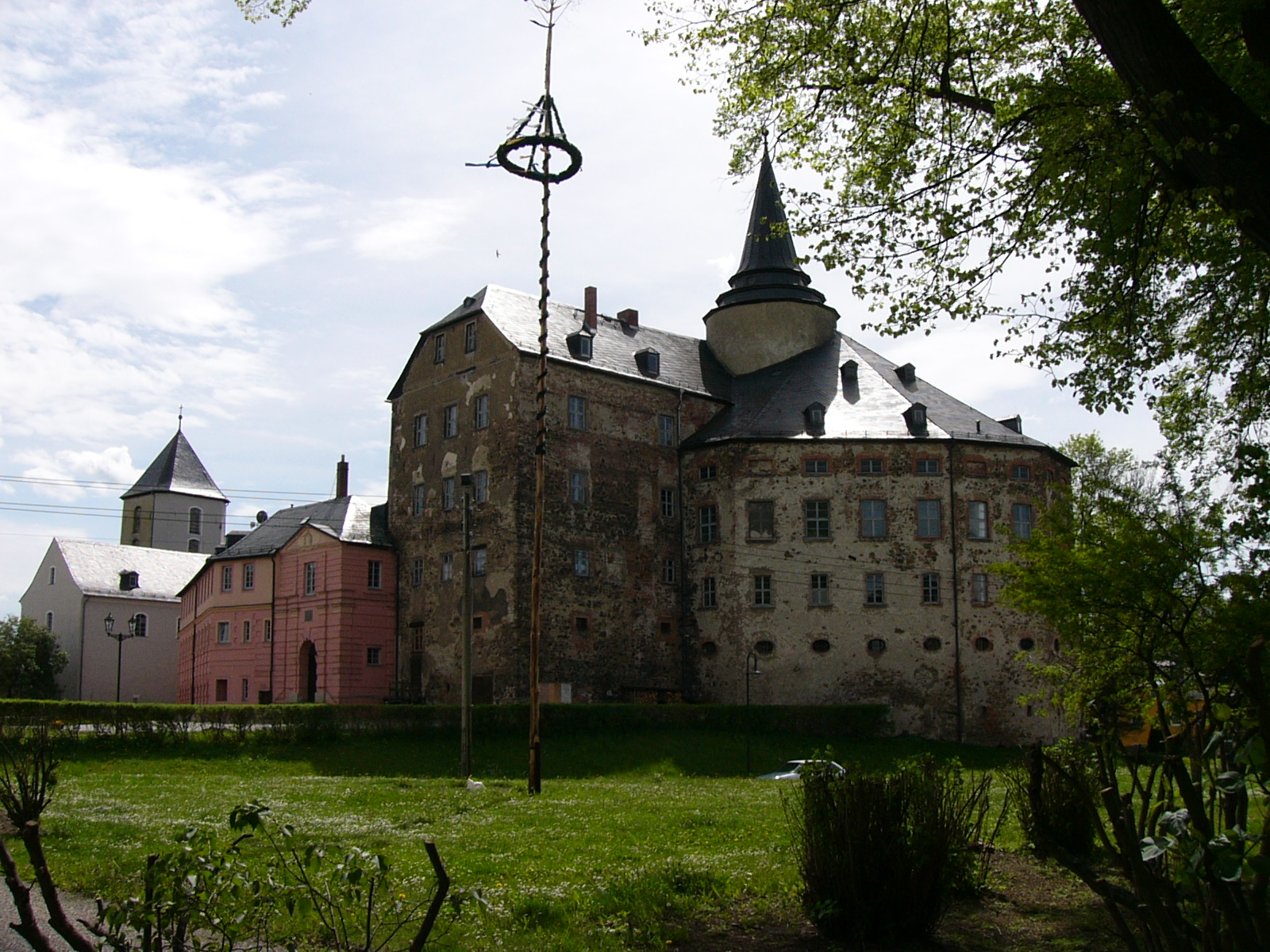
Burg Mühltroff im Amt Pausa
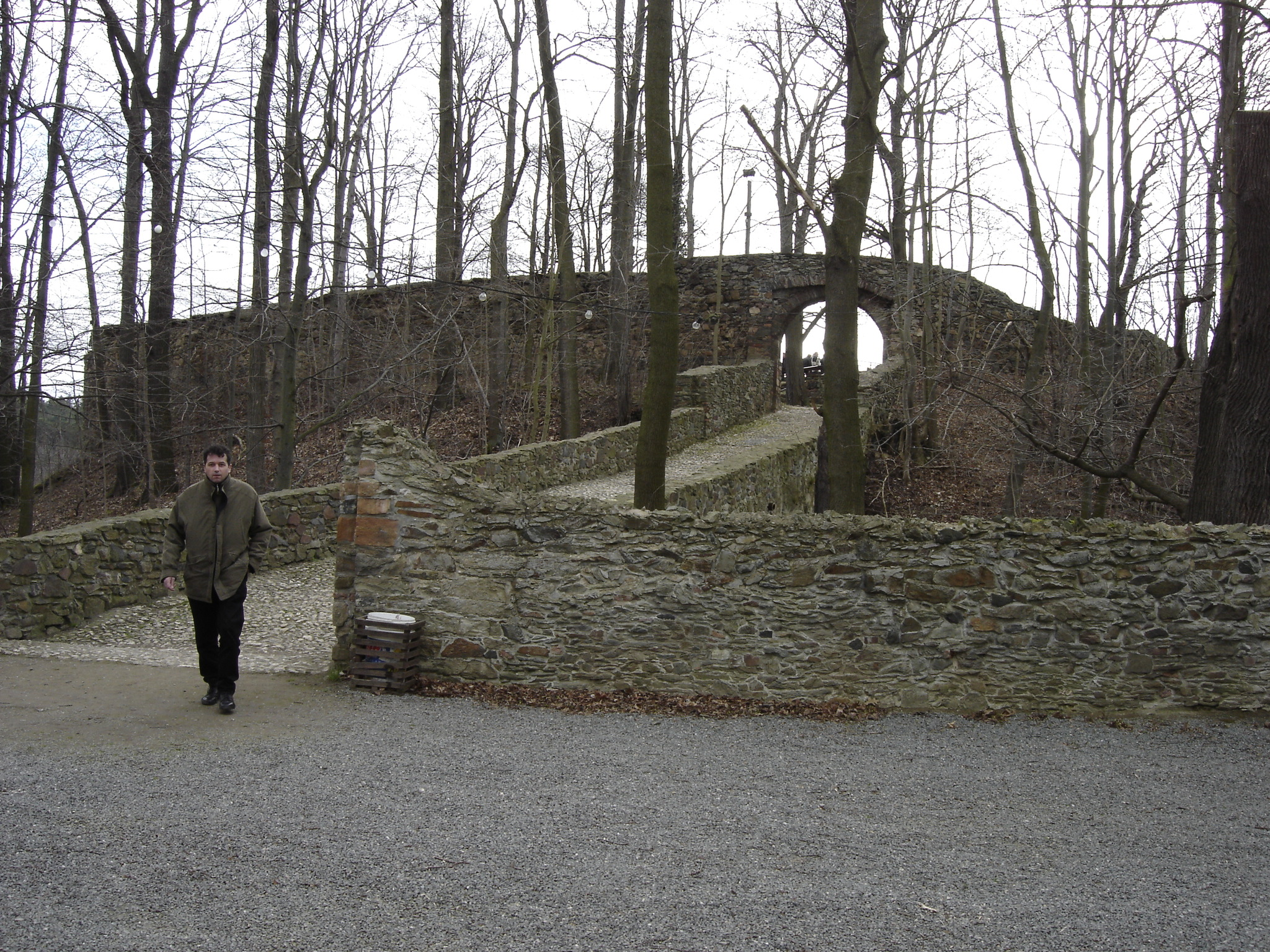
Burgruine Reichenfels

Im Jahr 1254 handelten die Vögte von Gera, Greiz, Plauen und Weida einen Vertrag über ein Bündnis mit dem Markgrafen Heinrich dem Erlauchten von Meißen aus, bei dem sie als gleichberechtigte Partner auftraten. In der Urkunde unterschieden sie das Land des Markgrafen (terra marchionis) von ihrem Gebiet (terra nostra, unser Land). Es ist anzunehmen, dass der Markgraf zur Unterscheidung der Länder in umgekehrter Richtung sein Land vom Land der Vögte (terra advocatorum) abgrenzte. Die Urkunde dazu ist jedoch nicht erhalten geblieben. Der Name erscheint danach, 1317 und später, als woyte lande oder in ähnlicher Form in anderen Urkunden, die jedoch immer Vereinbarungen anderer Herrscher über das Vogtland beinhalten. Der Name Vogtland kann erst im Jahr 1343 nachgewiesen werden.
Als Heinrich (I.), Vogt von Plauen, 1303 starb, erbten seine beiden Enkel die Vogtei Plauen und die Ländereien. 1306 teilten Heinrich (III.) von Seeberg, Sohn Heinrichs (II.) des Böhmen, und Heinrich II. Reuß von Plauen, Sohn von Heinrich Ruthenus (des Russen oder Reußen) das bisher gemeinsam verwaltete Gebiet auf. Heinrich der Böhme war durch seinen Sohn zum Gründer der älteren Plauener Vogtlinie, der späteren burggräflichen Linie, geworden, und Heinrich Ruthenus durch seinen Sohn Heinrich (II.) Reuß zum Gründer der jüngeren Linie, der Reußen von Plauen zu Greiz.
Heinrich Reuß von Plauen, 1467–1470 Hochmeister des Deutschen Ordens eroberte 1461 Mohrungen zurück.
Die Linie der Vögte von Weida starb 1531 aus, Weida fiel an Kursachsen (Ernestiner). Die Linie der Vögte von Gera starb 1550 aus. Die geraischen Herrschaften fielen an Burggraf Heinrich IV. von Plauen aus der älteren Plauener Linie. Den Reußen gehörte ursprünglich nur die Herrschaft Greiz und einzelne Landstücke im heutigen sächsischen Vogtland. Erst nach dem Urteil von Wien vom 28. September 1560 erhielten sie ihre während des Schmalkaldischen Krieges verlorene Herrschaft Greiz zurück. Außerdem erhielten sie Teile von Gera, Schleiz und Lobenstein.
Nach Aussterben der burggräflichen Linie zu Meißen und Plauen 1572 bekamen die Reußen durch ihre Mitbelehnung an diesen Ländereien alle Besitzungen der Burggrafen, wobei Streitereien infolge Pfandverschreibungen der Burggrafen bis 1590 andauerten.

### Die Vögte von Weida, Plauen, Gera und Greiz sowie die Reußen
|                                                                         |                                                                         |                                                                         |                                                                         |                                                                         |                                                                         |  |  | Heinrich II. der Reiche Vogt von Weida Herr zu Weida, Gera, Plauen, Greiz und Ronneburg († um 1209) |                                                                                          |                                                                                          |                                                                                          |                                                                                          |                                                                                          |                                                                |                                                                |                                                                                       |                                                                                       |                                                                                       |                                                                                       |                                                                                       |                                                                                       |  |  |  |  |  |  |  |  |  |  |  |  |  |  |  |  |  |  |
|                                                                         |                                                                         |                                                                         |                                                                         |                                                                         |                                                                         |  |  | |                                                                                          |                                                                                          |                                                                                          |                                                                                          |                                                                                          |                                                                |                                                                |                                                                                       |                                                                                       |                                                                                       |                                                                                       |                                                                                       |                                                                                       |  |  |  |  |  |  |  |  |  |  |  |  |  |  |  |  |  |  |
|                                                                         |                                                                         |                                                                         |                                                                         |                                                                         |                                                                         |  |  | |                                                                                          |                                                                                          |                                                                                          |                                                                                          |                                                                                          |                                                                |                                                                |                                                                                       |                                                                                       |                                                                                       |                                                                                       |                                                                                       |                                                                                       |  |  |  |  |  |  |  |  |  |  |  |  |  |  |  |  |  |  |
| Heinrich III. der Ältere Vogt zu Weida und Ronneburg († um 1224)        | Heinrich III. der Ältere Vogt zu Weida und Ronneburg († um 1224)        | Heinrich III. der Ältere Vogt zu Weida und Ronneburg († um 1224)        | Heinrich III. der Ältere Vogt zu Weida und Ronneburg († um 1224)        | Heinrich III. der Ältere Vogt zu Weida und Ronneburg († um 1224)        | Heinrich III. der Ältere Vogt zu Weida und Ronneburg († um 1224)        |  |  | Heinrich IV. der Mittlere Vogt zu Plauen und Gera († 1249/1250)                                     | Heinrich IV. der Mittlere Vogt zu Plauen und Gera († 1249/1250)                          | Heinrich IV. der Mittlere Vogt zu Plauen und Gera († 1249/1250)                          | Heinrich IV. der Mittlere Vogt zu Plauen und Gera († 1249/1250)                          | Heinrich IV. der Mittlere Vogt zu Plauen und Gera († 1249/1250)                          | Heinrich IV. der Mittlere Vogt zu Plauen und Gera († 1249/1250)                          |                                                                |                                                                | Heinrich V. der Jüngere Vogt zu Greiz und Reichenbach († um 1240)                     | Heinrich V. der Jüngere Vogt zu Greiz und Reichenbach († um 1240)                     | Heinrich V. der Jüngere Vogt zu Greiz und Reichenbach († um 1240)                     | Heinrich V. der Jüngere Vogt zu Greiz und Reichenbach († um 1240)                     | Heinrich V. der Jüngere Vogt zu Greiz und Reichenbach († um 1240)                     | Heinrich V. der Jüngere Vogt zu Greiz und Reichenbach († um 1240)                     |  |  |  |  |  |  |  |  |  |  |  |  |  |  |  |  |  |  |
| Heinrich III. der Ältere Vogt zu Weida und Ronneburg († um 1224)        | Heinrich III. der Ältere Vogt zu Weida und Ronneburg († um 1224)        | Heinrich III. der Ältere Vogt zu Weida und Ronneburg († um 1224)        | Heinrich III. der Ältere Vogt zu Weida und Ronneburg († um 1224)        | Heinrich III. der Ältere Vogt zu Weida und Ronneburg († um 1224)        | Heinrich III. der Ältere Vogt zu Weida und Ronneburg († um 1224)        |  |  | Heinrich IV. der Mittlere Vogt zu Plauen und Gera († 1249/1250)                                     | Heinrich IV. der Mittlere Vogt zu Plauen und Gera († 1249/1250)                          | Heinrich IV. der Mittlere Vogt zu Plauen und Gera († 1249/1250)                          | Heinrich IV. der Mittlere Vogt zu Plauen und Gera († 1249/1250)                          | Heinrich IV. der Mittlere Vogt zu Plauen und Gera († 1249/1250)                          | Heinrich IV. der Mittlere Vogt zu Plauen und Gera († 1249/1250)                          |                                                                |                                                                | Heinrich V. der Jüngere Vogt zu Greiz und Reichenbach († um 1240)                     | Heinrich V. der Jüngere Vogt zu Greiz und Reichenbach († um 1240)                     | Heinrich V. der Jüngere Vogt zu Greiz und Reichenbach († um 1240)                     | Heinrich V. der Jüngere Vogt zu Greiz und Reichenbach († um 1240)                     | Heinrich V. der Jüngere Vogt zu Greiz und Reichenbach († um 1240)                     | Heinrich V. der Jüngere Vogt zu Greiz und Reichenbach († um 1240)                     |  |  |  |  |  |  |  |  |  |  |  |  |  |  |  |  |  |  |
|                                                                         |                                                                         |                                                                         |                                                                         |                                                                         |                                                                         |  |  | |                                                                                          |                                                                                          |                                                                                          |                                                                                          |                                                                                          |                                                                |                                                                |                                                                                       |                                                                                       |                                                                                       |                                                                                       |                                                                                       |                                                                                       |  |  |  |  |  |  |  |  |  |  |  |  |  |  |  |  |  |  |
| Vögte und Herren von Weida Herren zu Weida und Ronneburg († 1531)       | Vögte und Herren von Weida Herren zu Weida und Ronneburg († 1531)       | Vögte und Herren von Weida Herren zu Weida und Ronneburg († 1531)       | Vögte und Herren von Weida Herren zu Weida und Ronneburg († 1531)       | Vögte und Herren von Weida Herren zu Weida und Ronneburg († 1531)       | Vögte und Herren von Weida Herren zu Weida und Ronneburg († 1531)       |  |  | Heinrich I. der Ältere Vogt von Plauen Herr zu Plauen, Greiz und Reichenbach († um 1303)            | Heinrich I. der Ältere Vogt von Plauen Herr zu Plauen, Greiz und Reichenbach († um 1303) | Heinrich I. der Ältere Vogt von Plauen Herr zu Plauen, Greiz und Reichenbach († um 1303) | Heinrich I. der Ältere Vogt von Plauen Herr zu Plauen, Greiz und Reichenbach († um 1303) | Heinrich I. der Ältere Vogt von Plauen Herr zu Plauen, Greiz und Reichenbach († um 1303) | Heinrich I. der Ältere Vogt von Plauen Herr zu Plauen, Greiz und Reichenbach († um 1303) |                                                                |                                                                | Heinrich I. der Jüngere Vogt von Gera Herr zu Gera, Tanna und Mühltroff († 1269/1274) | Heinrich I. der Jüngere Vogt von Gera Herr zu Gera, Tanna und Mühltroff († 1269/1274) | Heinrich I. der Jüngere Vogt von Gera Herr zu Gera, Tanna und Mühltroff († 1269/1274) | Heinrich I. der Jüngere Vogt von Gera Herr zu Gera, Tanna und Mühltroff († 1269/1274) | Heinrich I. der Jüngere Vogt von Gera Herr zu Gera, Tanna und Mühltroff († 1269/1274) | Heinrich I. der Jüngere Vogt von Gera Herr zu Gera, Tanna und Mühltroff († 1269/1274) |  |  |  |  |  |  |  |  |  |  |  |  |  |  |  |  |  |  |
| Vögte und Herren von Weida Herren zu Weida und Ronneburg († 1531)       | Vögte und Herren von Weida Herren zu Weida und Ronneburg († 1531)       | Vögte und Herren von Weida Herren zu Weida und Ronneburg († 1531)       | Vögte und Herren von Weida Herren zu Weida und Ronneburg († 1531)       | Vögte und Herren von Weida Herren zu Weida und Ronneburg († 1531)       | Vögte und Herren von Weida Herren zu Weida und Ronneburg († 1531)       |  |  | Heinrich I. der Ältere Vogt von Plauen Herr zu Plauen, Greiz und Reichenbach († um 1303)            | Heinrich I. der Ältere Vogt von Plauen Herr zu Plauen, Greiz und Reichenbach († um 1303) | Heinrich I. der Ältere Vogt von Plauen Herr zu Plauen, Greiz und Reichenbach († um 1303) | Heinrich I. der Ältere Vogt von Plauen Herr zu Plauen, Greiz und Reichenbach († um 1303) | Heinrich I. der Ältere Vogt von Plauen Herr zu Plauen, Greiz und Reichenbach († um 1303) | Heinrich I. der Ältere Vogt von Plauen Herr zu Plauen, Greiz und Reichenbach († um 1303) |                                                                |                                                                | Heinrich I. der Jüngere Vogt von Gera Herr zu Gera, Tanna und Mühltroff († 1269/1274) | Heinrich I. der Jüngere Vogt von Gera Herr zu Gera, Tanna und Mühltroff († 1269/1274) | Heinrich I. der Jüngere Vogt von Gera Herr zu Gera, Tanna und Mühltroff († 1269/1274) | Heinrich I. der Jüngere Vogt von Gera Herr zu Gera, Tanna und Mühltroff († 1269/1274) | Heinrich I. der Jüngere Vogt von Gera Herr zu Gera, Tanna und Mühltroff († 1269/1274) | Heinrich I. der Jüngere Vogt von Gera Herr zu Gera, Tanna und Mühltroff († 1269/1274) |  |  |  |  |  |  |  |  |  |  |  |  |  |  |  |  |  |  |
|                                                                         |                                                                         |                                                                         |                                                                         |                                                                         |                                                                         |  |  | |                                                                                          |                                                                                          |                                                                                          |                                                                                          |                                                                                          |                                                                |                                                                |                                                                                       |                                                                                       |                                                                                       |                                                                                       |                                                                                       |                                                                                       |  |  |  |  |  |  |  |  |  |  |  |  |  |  |  |  |  |  |
| Heinrich II. der Böhme Vogt und Herr von Plauen (ältere Linie) († 1302) | Heinrich II. der Böhme Vogt und Herr von Plauen (ältere Linie) († 1302) | Heinrich II. der Böhme Vogt und Herr von Plauen (ältere Linie) († 1302) | Heinrich II. der Böhme Vogt und Herr von Plauen (ältere Linie) († 1302) | Heinrich II. der Böhme Vogt und Herr von Plauen (ältere Linie) († 1302) | Heinrich II. der Böhme Vogt und Herr von Plauen (ältere Linie) († 1302) |  |  | Heinrich I. der Reuße Vogt und Herr von Plauen (jüngere Linie) († 1295)                             | Heinrich I. der Reuße Vogt und Herr von Plauen (jüngere Linie) († 1295)                  | Heinrich I. der Reuße Vogt und Herr von Plauen (jüngere Linie) († 1295)                  | Heinrich I. der Reuße Vogt und Herr von Plauen (jüngere Linie) († 1295)                  | Heinrich I. der Reuße Vogt und Herr von Plauen (jüngere Linie) († 1295)                  | Heinrich I. der Reuße Vogt und Herr von Plauen (jüngere Linie) († 1295)                  |                                                                |                                                                | Vögte und Herren von Gera Herren zu Gera, Schleiz und Lobenstein († 1550)             | Vögte und Herren von Gera Herren zu Gera, Schleiz und Lobenstein († 1550)             | Vögte und Herren von Gera Herren zu Gera, Schleiz und Lobenstein († 1550)             | Vögte und Herren von Gera Herren zu Gera, Schleiz und Lobenstein († 1550)             | Vögte und Herren von Gera Herren zu Gera, Schleiz und Lobenstein († 1550)             | Vögte und Herren von Gera Herren zu Gera, Schleiz und Lobenstein († 1550)             |  |  |  |  |  |  |  |  |  |  |  |  |  |  |  |  |  |  |
| Heinrich II. der Böhme Vogt und Herr von Plauen (ältere Linie) († 1302) | Heinrich II. der Böhme Vogt und Herr von Plauen (ältere Linie) († 1302) | Heinrich II. der Böhme Vogt und Herr von Plauen (ältere Linie) († 1302) | Heinrich II. der Böhme Vogt und Herr von Plauen (ältere Linie) († 1302) | Heinrich II. der Böhme Vogt und Herr von Plauen (ältere Linie) († 1302) | Heinrich II. der Böhme Vogt und Herr von Plauen (ältere Linie) († 1302) |  |  | Heinrich I. der Reuße Vogt und Herr von Plauen (jüngere Linie) († 1295)                             | Heinrich I. der Reuße Vogt und Herr von Plauen (jüngere Linie) († 1295)                  | Heinrich I. der Reuße Vogt und Herr von Plauen (jüngere Linie) († 1295)                  | Heinrich I. der Reuße Vogt und Herr von Plauen (jüngere Linie) († 1295)                  | Heinrich I. der Reuße Vogt und Herr von Plauen (jüngere Linie) († 1295)                  | Heinrich I. der Reuße Vogt und Herr von Plauen (jüngere Linie) († 1295)                  |                                                                |                                                                | Vögte und Herren von Gera Herren zu Gera, Schleiz und Lobenstein († 1550)             | Vögte und Herren von Gera Herren zu Gera, Schleiz und Lobenstein († 1550)             | Vögte und Herren von Gera Herren zu Gera, Schleiz und Lobenstein († 1550)             | Vögte und Herren von Gera Herren zu Gera, Schleiz und Lobenstein († 1550)             | Vögte und Herren von Gera Herren zu Gera, Schleiz und Lobenstein († 1550)             | Vögte und Herren von Gera Herren zu Gera, Schleiz und Lobenstein († 1550)             |  |  |  |  |  |  |  |  |  |  |  |  |  |  |  |  |  |  |
|                                                                         |                                                                         |                                                                         |                                                                         |                                                                         |                                                                         |  |  | |                                                                                          |                                                                                          |                                                                                          |                                                                                          |                                                                                          |                                                                |                                                                |                                                                                       |                                                                                       |                                                                                       |                                                                                       |                                                                                       |                                                                                       |  |  |  |  |  |  |  |  |  |  |  |  |  |  |  |  |  |  |
| Vögte und Herren von Plauen Herren zu Plauen und Mühltroff              | Vögte und Herren von Plauen Herren zu Plauen und Mühltroff              | Vögte und Herren von Plauen Herren zu Plauen und Mühltroff              | Vögte und Herren von Plauen Herren zu Plauen und Mühltroff              | Vögte und Herren von Plauen Herren zu Plauen und Mühltroff              | Vögte und Herren von Plauen Herren zu Plauen und Mühltroff              |  |  | |                                                                                          |                                                                                          |                                                                                          | Herren Reuß von Plauen Herren zu Greiz und Gera (Teilung 1564)                           | Herren Reuß von Plauen Herren zu Greiz und Gera (Teilung 1564)                           | Herren Reuß von Plauen Herren zu Greiz und Gera (Teilung 1564) | Herren Reuß von Plauen Herren zu Greiz und Gera (Teilung 1564) | Herren Reuß von Plauen Herren zu Greiz und Gera (Teilung 1564)                        | Herren Reuß von Plauen Herren zu Greiz und Gera (Teilung 1564)                        |                                                                                       |                                                                                       |                                                                                       |                                                                                       |  |  |  |  |  |  |  |  |  |  |  |  |  |  |  |  |  |  |
| Vögte und Herren von Plauen Herren zu Plauen und Mühltroff              | Vögte und Herren von Plauen Herren zu Plauen und Mühltroff              | Vögte und Herren von Plauen Herren zu Plauen und Mühltroff              | Vögte und Herren von Plauen Herren zu Plauen und Mühltroff              | Vögte und Herren von Plauen Herren zu Plauen und Mühltroff              | Vögte und Herren von Plauen Herren zu Plauen und Mühltroff              |  |  | |                                                                                          |                                                                                          |                                                                                          | Herren Reuß von Plauen Herren zu Greiz und Gera (Teilung 1564)                           | Herren Reuß von Plauen Herren zu Greiz und Gera (Teilung 1564)                           | Herren Reuß von Plauen Herren zu Greiz und Gera (Teilung 1564) | Herren Reuß von Plauen Herren zu Greiz und Gera (Teilung 1564) | Herren Reuß von Plauen Herren zu Greiz und Gera (Teilung 1564)                        | Herren Reuß von Plauen Herren zu Greiz und Gera (Teilung 1564)                        |                                                                                       |                                                                                       |                                                                                       |                                                                                       |  |  |  |  |  |  |  |  |  |  |  |  |  |  |  |  |  |  |
|                                                                         |                                                                         |                                                                         |                                                                         |                                                                         |                                                                         |  |  | |                                                                                          |                                                                                          |                                                                                          |                                                                                          |                                                                                          |                                                                |                                                                |                                                                                       |                                                                                       |                                                                                       |                                                                                       |                                                                                       |                                                                                       |  |  |  |  |  |  |  |  |  |  |  |  |  |  |  |  |  |  |
| Vögte und Herren von Plauen Herren zu Mühltroff († um 1380)             | Vögte und Herren von Plauen Herren zu Mühltroff († um 1380)             | Vögte und Herren von Plauen Herren zu Mühltroff († um 1380)             | Vögte und Herren von Plauen Herren zu Mühltroff († um 1380)             | Vögte und Herren von Plauen Herren zu Mühltroff († um 1380)             | Vögte und Herren von Plauen Herren zu Mühltroff († um 1380)             |  |  | Burggrafen von Meißen Herren zu Plauen († 1572)                                                     | Burggrafen von Meißen Herren zu Plauen († 1572)                                          | Burggrafen von Meißen Herren zu Plauen († 1572)                                          | Burggrafen von Meißen Herren zu Plauen († 1572)                                          | Burggrafen von Meißen Herren zu Plauen († 1572)                                          | Burggrafen von Meißen Herren zu Plauen († 1572)                                          |                                                                |                                                                | Reuß ältere Linie († 1927)                                                            | Reuß ältere Linie († 1927)                                                            | Reuß ältere Linie († 1927)                                                            | Reuß ältere Linie († 1927)                                                            | Reuß ältere Linie († 1927)                                                            | Reuß ältere Linie († 1927)                                                            |  |  |  |  |  |  |  |  |  |  |  |  |  |  |  |  |  |  |
| Vögte und Herren von Plauen Herren zu Mühltroff († um 1380)             | Vögte und Herren von Plauen Herren zu Mühltroff († um 1380)             | Vögte und Herren von Plauen Herren zu Mühltroff († um 1380)             | Vögte und Herren von Plauen Herren zu Mühltroff († um 1380)             | Vögte und Herren von Plauen Herren zu Mühltroff († um 1380)             | Vögte und Herren von Plauen Herren zu Mühltroff († um 1380)             |  |  | Burggrafen von Meißen Herren zu Plauen († 1572)                                                     | Burggrafen von Meißen Herren zu Plauen († 1572)                                          | Burggrafen von Meißen Herren zu Plauen († 1572)                                          | Burggrafen von Meißen Herren zu Plauen († 1572)                                          | Burggrafen von Meißen Herren zu Plauen († 1572)                                          | Burggrafen von Meißen Herren zu Plauen († 1572)                                          |                                                                |                                                                | Reuß ältere Linie († 1927)                                                            | Reuß ältere Linie († 1927)                                                            | Reuß ältere Linie († 1927)                                                            | Reuß ältere Linie († 1927)                                                            | Reuß ältere Linie († 1927)                                                            | Reuß ältere Linie († 1927)                                                            |  |  |  |  |  |  |  |  |  |  |  |  |  |  |  |  |  |  |
|                                                                         |                                                                         |                                                                         |                                                                         |                                                                         |                                                                         |  |  | |                                                                                          |                                                                                          |                                                                                          |                                                                                          |                                                                                          |                                                                |                                                                | Reuß mittlere Linie († 1616)                                                          |                                                                                       |                                                                                       |                                                                                       |                                                                                       |                                                                                       |  |  |  |  |  |  |  |  |  |  |  |  |  |  |  |  |  |  |
|                                                                         |                                                                         |                                                                         |                                                                         |                                                                         |                                                                         |  |  | |                                                                                          |                                                                                          |                                                                                          |                                                                                          |                                                                                          |                                                                |                                                                |                                                                                       |                                                                                       |                                                                                       |                                                                                       |                                                                                       |                                                                                       |  |  |  |  |  |  |  |  |  |  |  |  |  |  |  |  |  |  |
|                                                                         |                                                                         |                                                                         |                                                                         |                                                                         |                                                                         |  |  | |                                                                                          |                                                                                          |                                                                                          |                                                                                          |                                                                                          |                                                                |                                                                | Reuß jüngere Linie (seit 1930 Reuß)                                                   |                                                                                       |                                                                                       |                                                                                       |                                                                                       |                                                                                       |  |  |  |  |  |  |  |  |  |  |  |  |  |  |  |  |  |  |
|                                                                         |                                                                         |                                                                         |                                                                         |                                                                         |                                                                         |  |  | |                                                                                          |                                                                                          |                                                                                          |                                                                                          |                                                                                          |                                                                |                                                                |                                                                                       |                                                                                       |                                                                                       |                                                                                       |                                                                                       |                                                                                       |  |  |  |  |  |  |  |  |  |  |  |  |  |  |  |  |  |  |

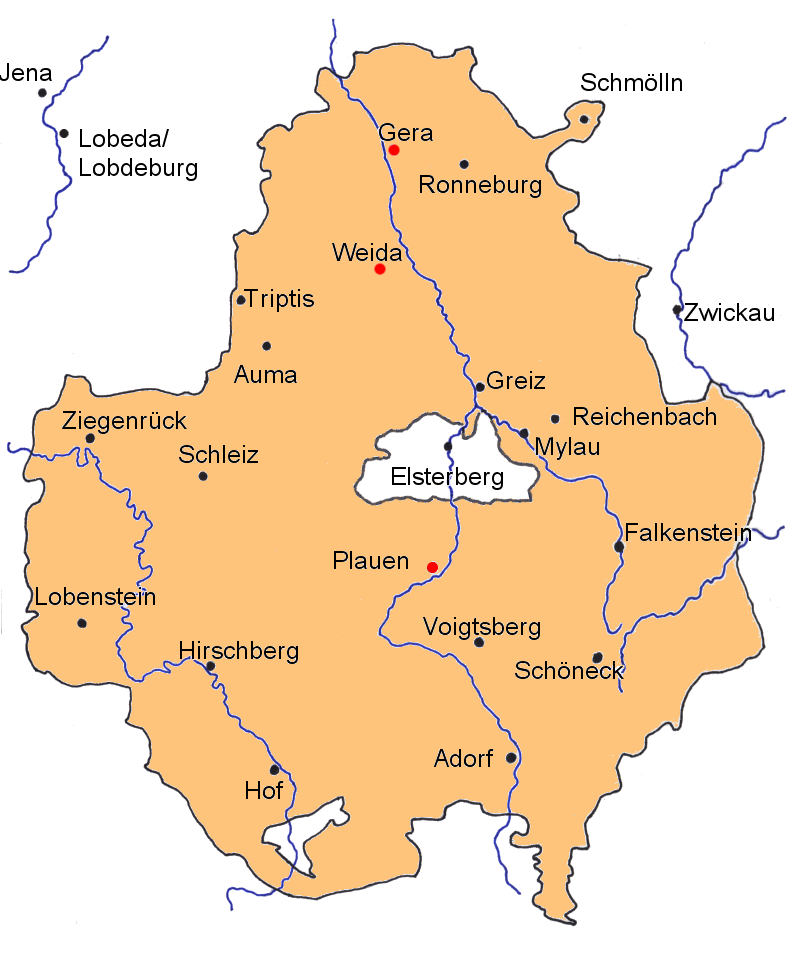
Herrschaftsgebiet der Vögte von Weida, Gera, Plauen und Greiz um 1350

ROT: Linie erloschen / GRÜN: blühende Linie

### Der Name „Reuß“
Den lateinischen Namen Ruthenus (oder deutsch Rusze) trug erstmals Heinrich der Jüngere (urkundlich bis 4. November 1292), Sohn Heinrichs I., eines Vogts von Plauen (urkundlich vom 16. Dezember 1238 bis 7. März 1303) als Beinamen (Henrico de Plawe dicto Ruze). Als Reußen (Ruthenen, Russen) bezeichnete man früher die Bewohner der Rus. Diesen Namen erhielt er wegen eines längeren Aufenthaltes in östlichen Gebieten bzw. wegen seiner Ehe mit Maria Swihowska, einer Enkelin von Daniel von Galizien aus der fürstlichen Dynastie der Rurikiden.
War der Name „Reuß“ bei Heinrich (I.) Ruthenus noch Beiname, führte ihn sein Sohn Heinrich (II.) seit 1307 als Familiennamen. Nur für ihn und seine Nachfahren gilt der Name „Reuß“. Die Vögte von Weida und Gera sowie die Burggrafen von Plauen sind zwar Verwandte aus demselben Mannesstamm, aber keine Reußen, die Vögte von Plauen sind die direkten Vorfahren der Linie Reuß.

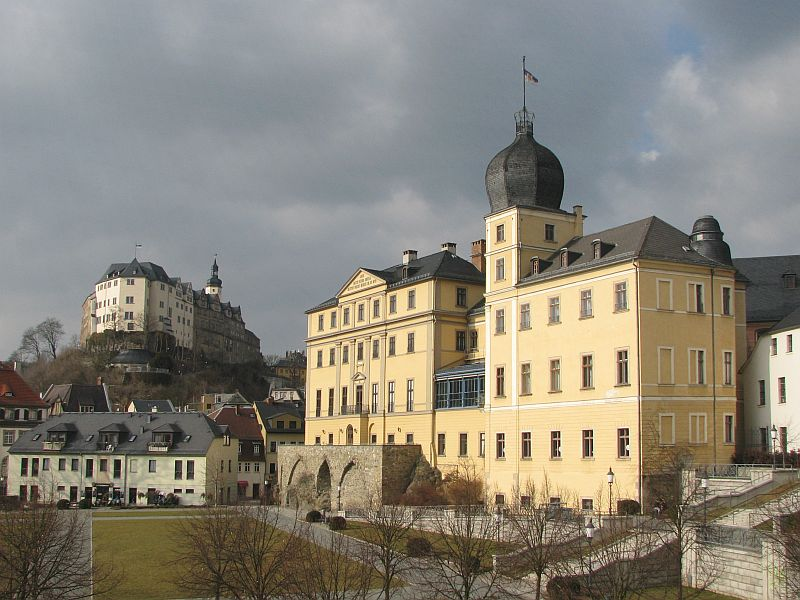
Unteres Schloss (Greiz), ehemals Residenz des Fürstentums Reuß älterer Linie. Im Hintergrund das Obere Schloss.
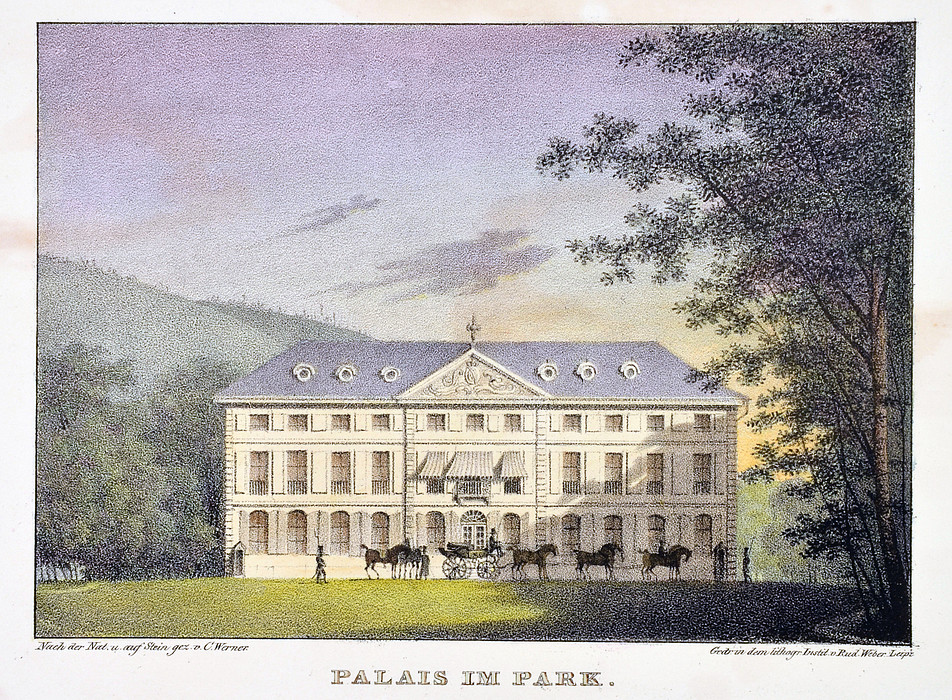
Sommerpalais im Greizer Park
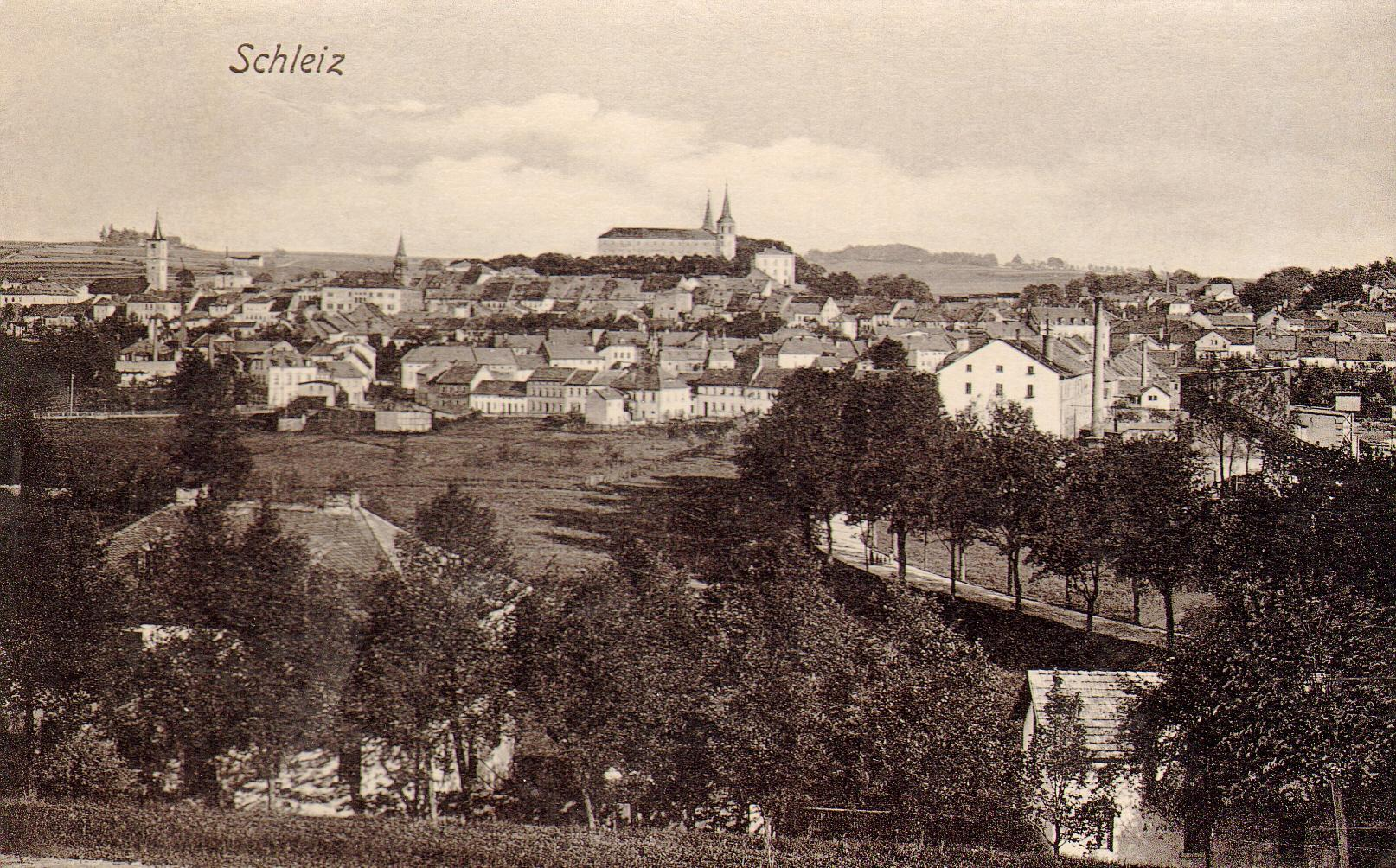
Schleiz (1908), im Hintergrund das Schloss, damals Residenz des Fürstentums Reuß jüngerer Linie
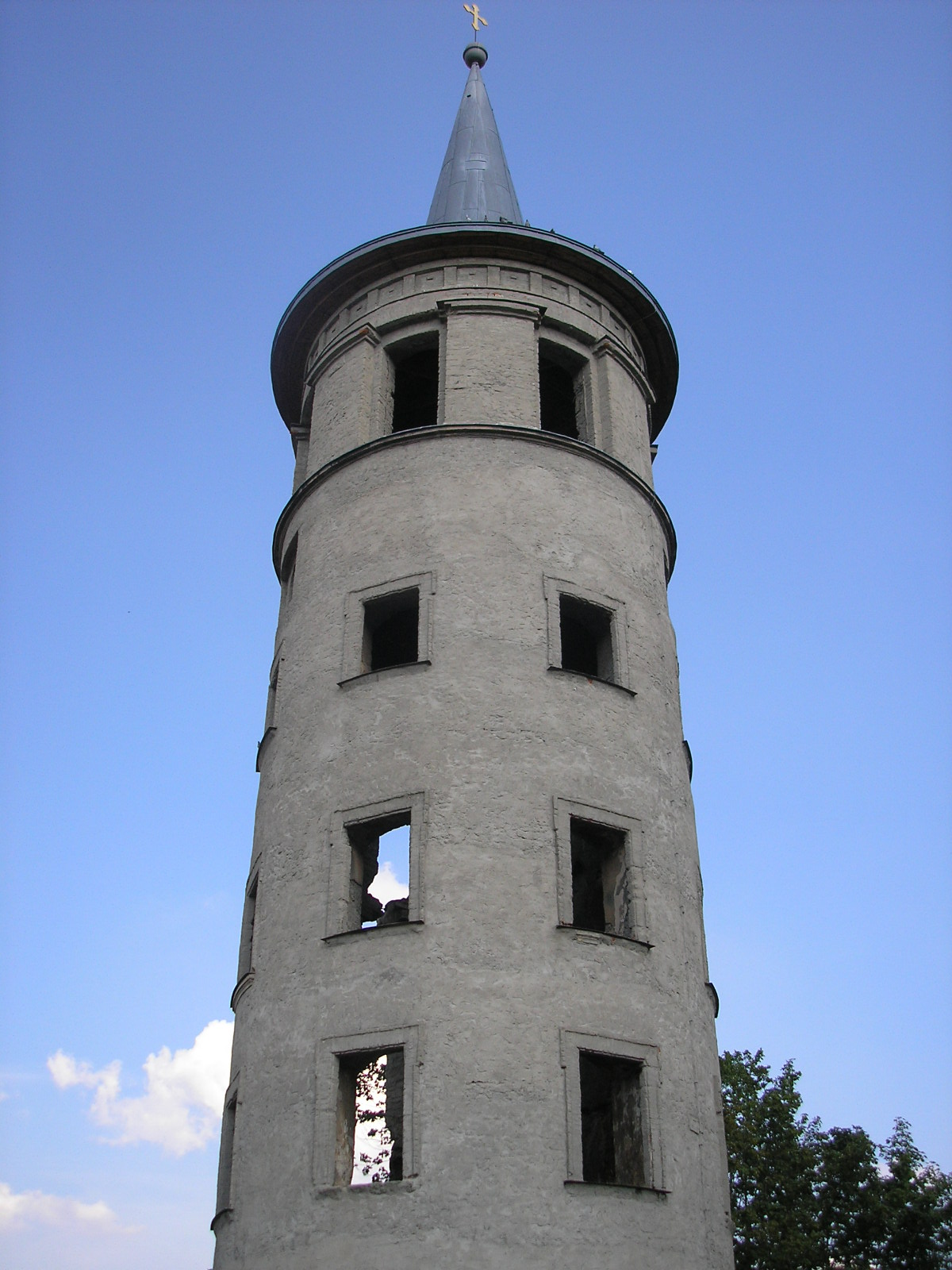
Turm der Schlossruine in Schleiz

### Die Spaltungen der Reußen
1564 teilten die Reußen ihr Herrschaftsgebiet im Rahmen einer Erbteilung in die Linien Reuß älterer Linie mit der Herrschaft Untergreiz, Reuß mittlerer Linie mit der Herrschaft Obergreiz und Reuß jüngerer Linie mit der Herrschaft Gera. Während die mittlere Linie 1616 ausstarb und deren Gebiet auf die beiden anderen Linien aufgeteilt wurde, erfuhren die anderen beiden Linien eine ganze Reihe von Teilungen. Es entstanden kleinste Herrschaften, die oft nicht einmal den Umfang eines Amtes besaßen. Um 1700 war der Höhepunkt der Zersplitterung mit zehn reußischen Herrschaften der beiden Linien erreicht. 1690 wurde daher statt der gleichberechtigten Erbfolge das Erbrecht des Erstgeborenen (Primogenitur) eingeführt.
Die ältere Linie mit Reuß-Untergreiz (1564–1768, zwischen 1583 und 1596 aufgeteilt auf Untergreiz I und Untergreiz II) spaltete sich in Reuß-Obergreiz (seit 1625), Reuß-Burgk auf Schloss Burgk (1596–1640 und 1668–1697), Reuß-Rothenthal (1668–1698) und Reuß-Dölau (1616–1643 und 1694–1698).
Die jüngere Linie mit Reuß-Gera (1564–1802) spaltete sich in Reuß-Schleiz (seit 1647), Reuß-Saalburg (1647–1666), Reuß-Lobenstein (1647–1824), Reuß-Hirschberg (1678–1711), Reuß-Ebersdorf (1678–1848) und die nicht-souveränen Nebenlinien Reuß-Selbitz (1718–1824) und Reuß-Köstritz (seit 1693).
Heinrich XI. zu Obergreiz vereinigte 1768 Reuß älterer Linie Obergreiz mit Reuß älterer Linie Untergreiz zur Grafschaft Reuß älterer Linie und Heinrich LXII. von Reuß-Schleiz fasste alle Äste der jüngeren Linie 1848 zum Fürstentum Reuß jüngerer Linie zusammen.
Auf dem Wiener Kongress 1815 wurden die Reußen von Georg Walter Vincent von Wiese vertreten.
Nach dem Tod des regierenden Fürsten Reuß älterer Linie, Heinrich XXII., im Jahr 1902 folgte ihm sein einziger Sohn Heinrich XXIV. auf den Thron, war aber regierungsunfähig, da er infolge eines Unfalls in der Kindheit körperlich und geistig schwerbehindert war. Da er zugleich der letzte männliche Erbe der älteren Linie war, bestand die Erwartung, dass nach seinem Tod sein Fürstentum an die jüngere Linie fallen und damit ein Gesamtstaat Reuß entstehen würde. Daher übten auch zwei aufeinander folgende Fürsten der jüngeren Linie für ihn die Regentschaft aus.

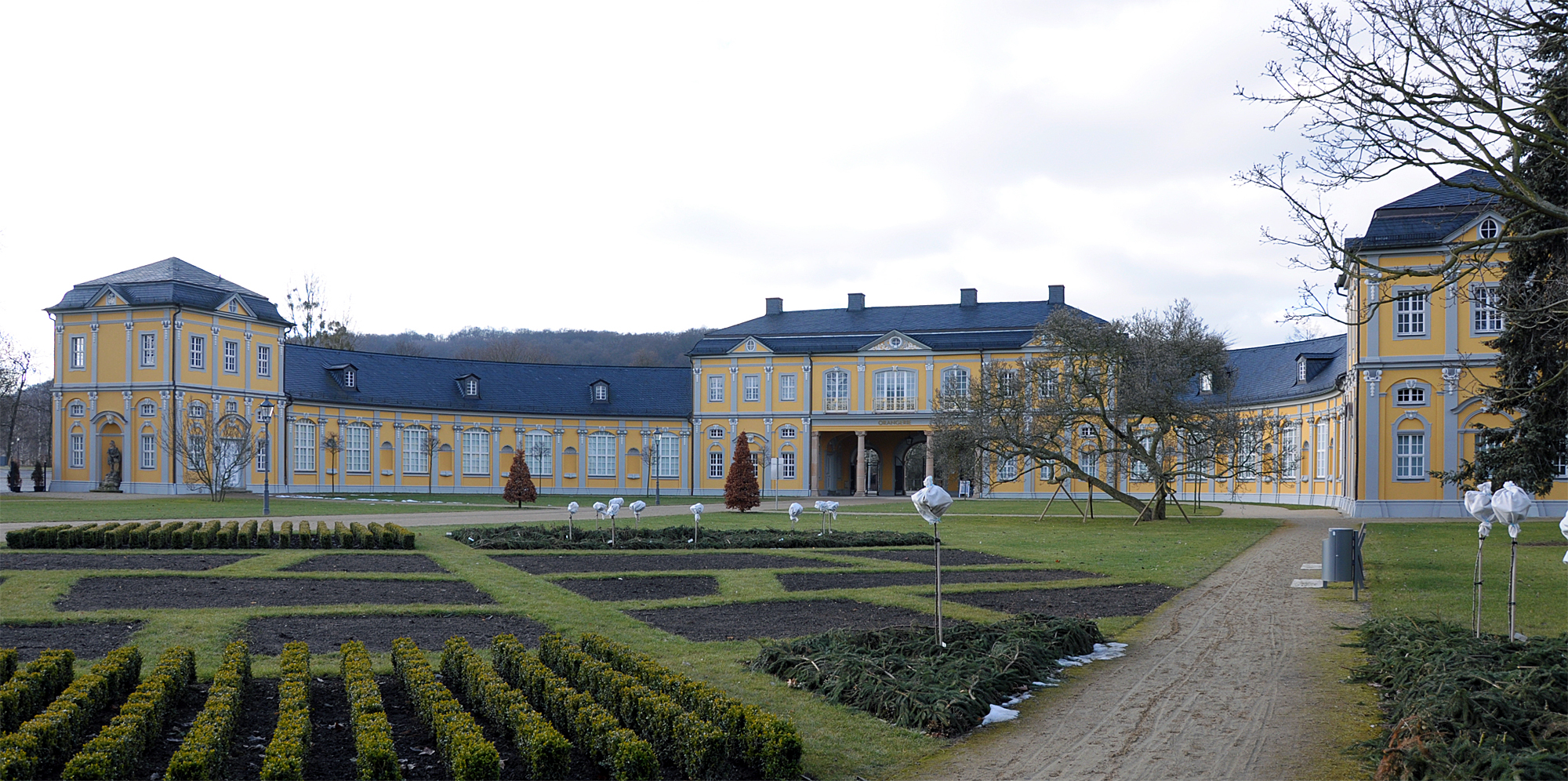
Die Orangerie im Küchengarten zu Gera
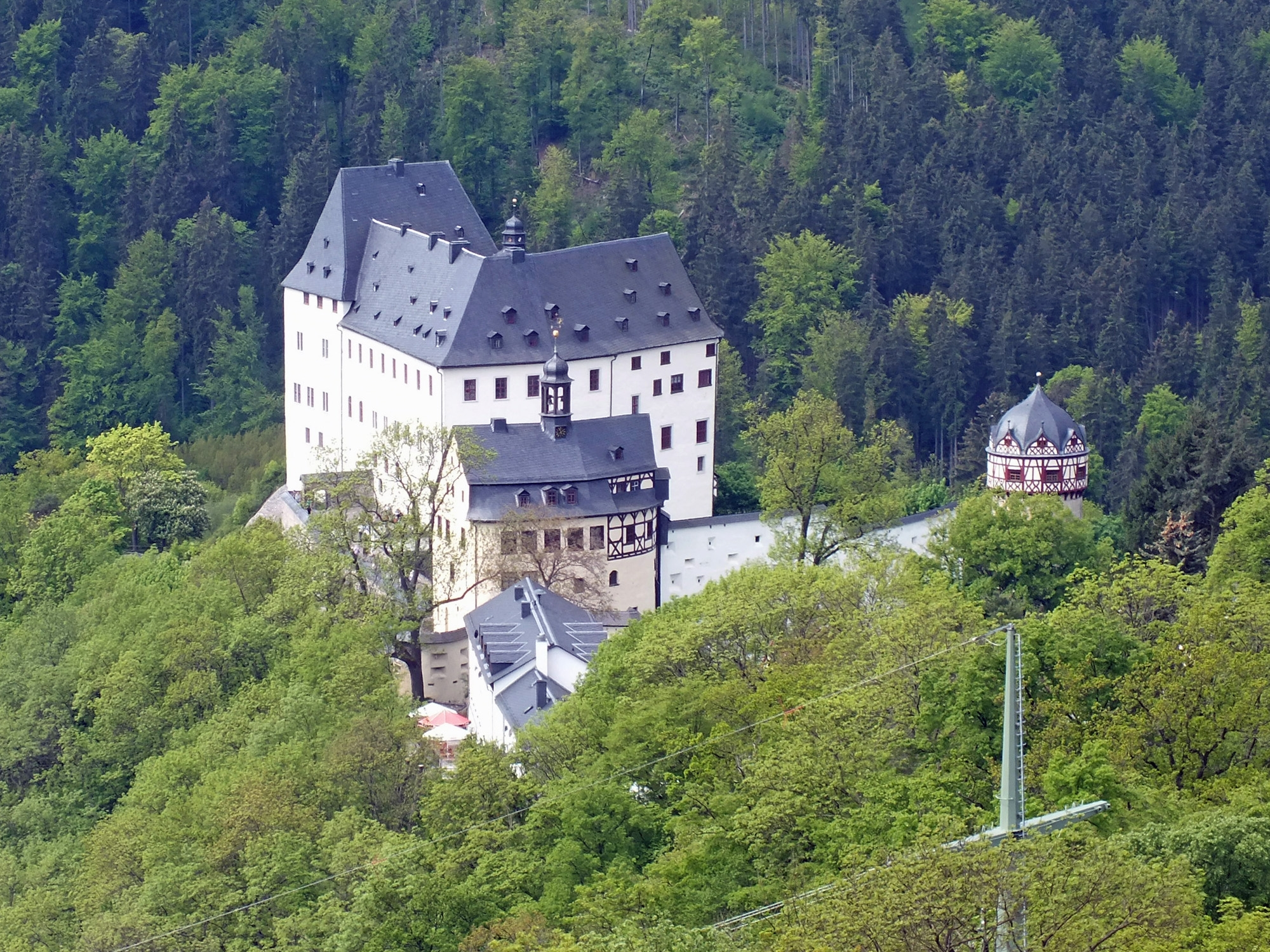
Schloss Burgk
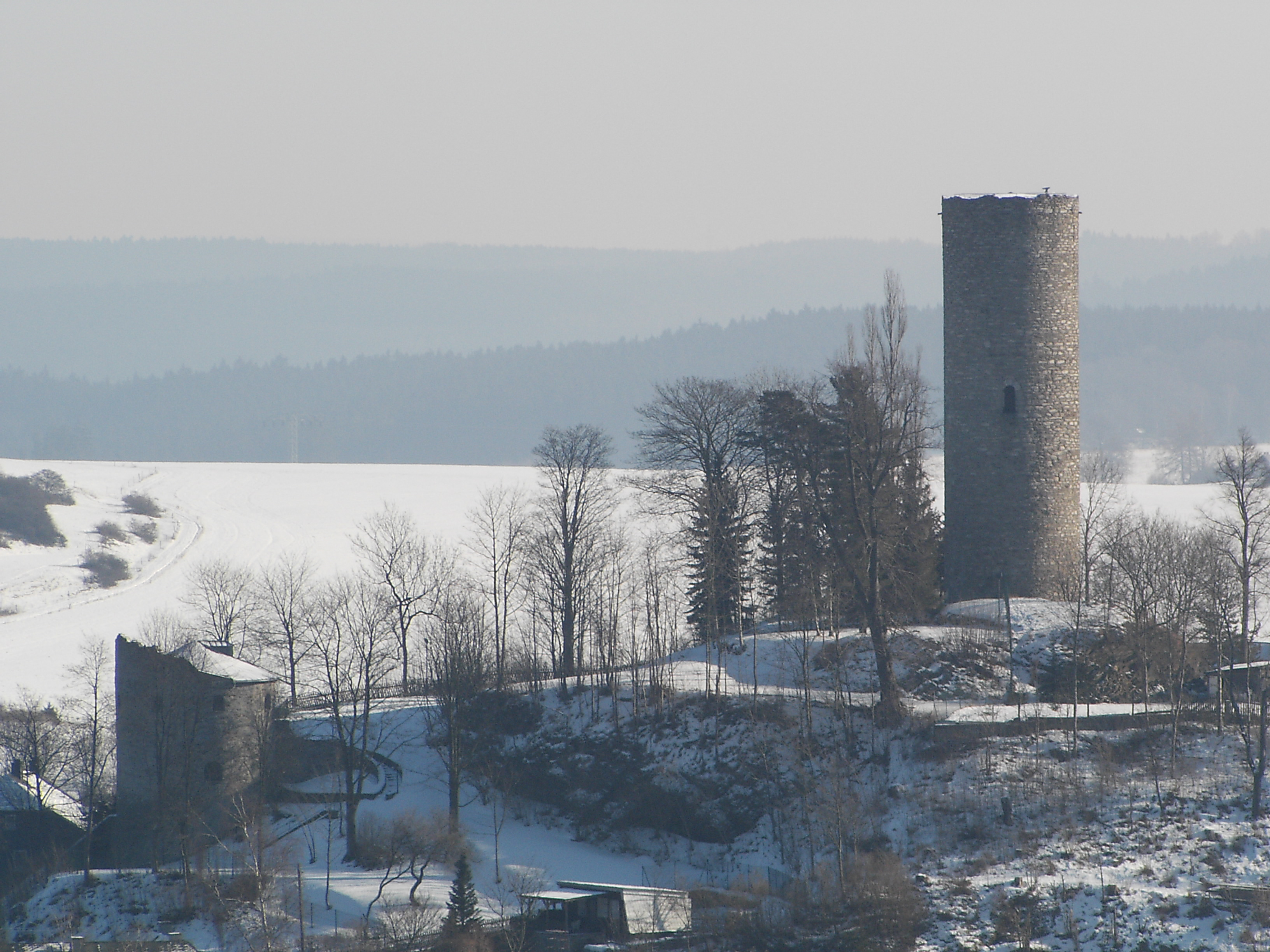
Alte Burg Lobenstein
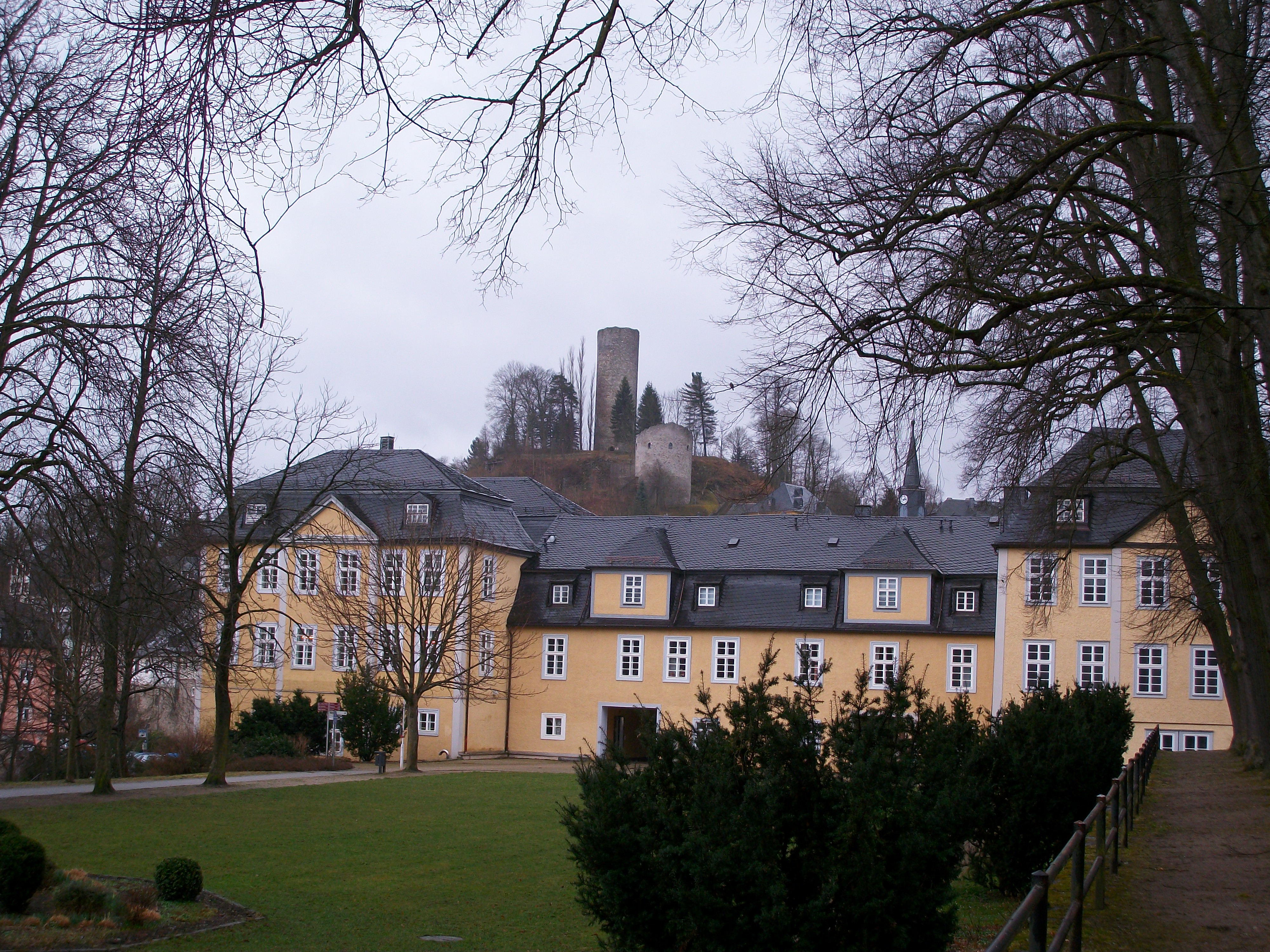
Neues Schloss vor der Burg Lobenstein
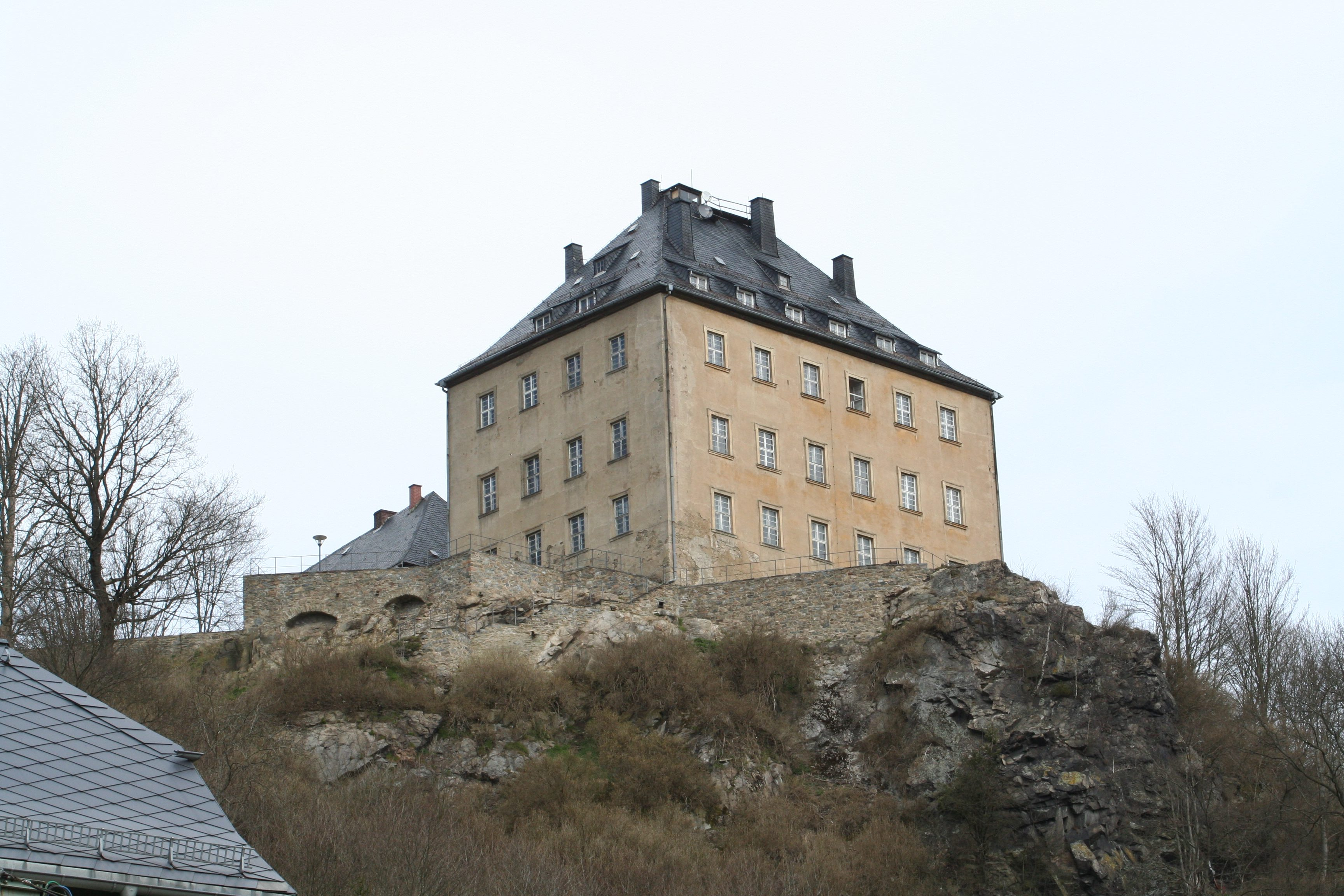
Schloss Hirschberg (Saale)
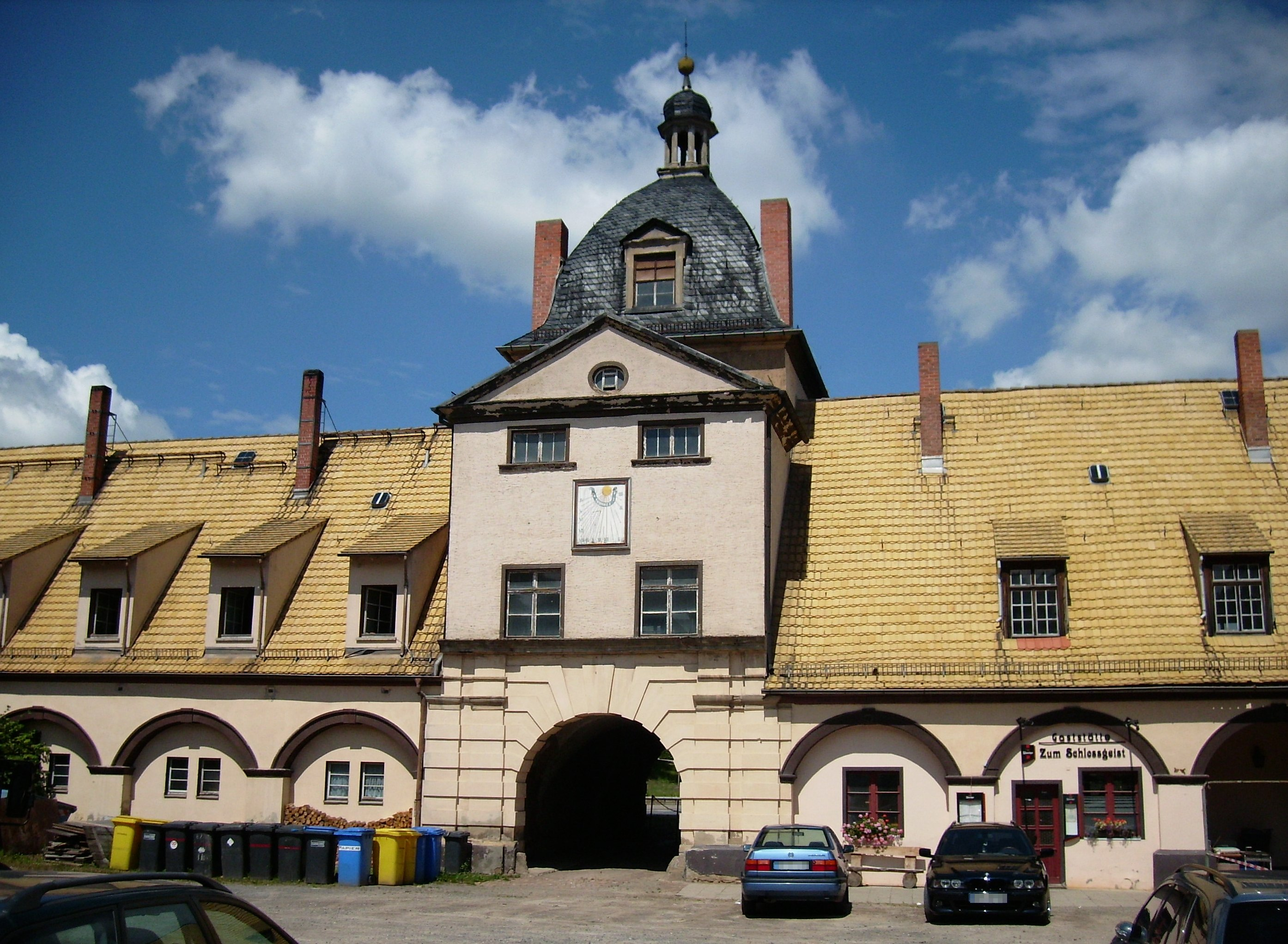
Schloss Köstritz (Torbau)

Es bestanden eigene evangelische Landeskirchen für die ältere und die jüngere Linie, bis sie sich in der Weimarer Republik der Evangelisch-Lutherischen Kirche in Thüringen anschlossen. Berühmt geworden ist ein Vers aus dem Lobensteinischen Gesangbuch: Gib Regen, HErr, und Sonnenschein / für Greiz und Schleiz und Lobenstein; / und woll'n die andern auch was han, / so mögen sie's dir selber sa'n.

### Das Haus Reuß seit 1918
Nach dem Sturz der Monarchie und der Ausrufung der Republik in der Novemberrevolution erklärte am 11. November 1918 Fürst Heinrich XXVII. Reuß jüngerer Linie, auch als amtierender Regent des Fürstentums Reuß älterer Linie, den Thronverzicht. Reuß j. L. wurde ein Freistaat, der sich aber schon 1919 mit dem Freistaat Reuß ä. L. zum Volksstaat Reuß mit der Hauptstadt Gera vereinigte, der wiederum 1920 im Land Thüringen aufging.
Mit dem behinderten Fürsten Heinrich XXIV. starb 1927 die Ältere Linie in Greiz aus. Seine Schwester Hermine heiratete 1922 den im niederländischen Exil lebenden, abgedankten und verwitweten Kaiser Wilhelm II. Aber auch der Sohn des letzten Fürsten der Jüngeren Linie, Heinrich XXVII., Erbprinz Heinrich XLV., starb 1945 im Alter von 50 Jahren kinderlos. Er wurde vom sowjetischen Militär verhaftet und kam möglicherweise im Speziallager Nr. 2 Buchenwald ums Leben.
Der Volksstaat Reuß hatte im Dezember 1919 einen Vergleich mit dem letzten regierenden Fürsten Heinrich XXVII. Reuß geschlossen. Danach verblieben dem Haus Reuß geschätzte Werte von 34 Millionen Mark, wie zum Beispiel der Jüngeren Linie Schloss Osterstein, der Küchengarten in Gera, Schloss Ebersdorf, das Münzkabinett und die Waffensammlung, die Schlossbibliotheken in Schleiz und Osterstein, Nutzungsrechte am Schleizer Schloss und 5285 ha Wald. Vom Fürstentum Reuß älterer Linie verblieben dem ehemaligen Landesherren Heinrich XXIV. Kammergut, Forstrevier und Schloss Burgk mit 1500 ha Fläche sowie Nutzungsrechte am Schloss Greiz. Nach seinem Tode 1927 erbten seine Schwestern den Besitz der älteren Linie.
Der 1945 verschollene Heinrich XLV., letzter männlicher Nachfahre der Jüngeren Linie (Reuß-Schleiz-Gera), hatte schon 1935 Heinrich I. Prinz Reuß (1910–1982) aus der nichtregierenden Nebenlinie Reuß-Köstritz adoptiert. Nachdem Heinrich XLV. 1962 amtlich für tot erklärt worden war, trat Heinrich I. sein zivilrechtliches Erbe an, während Heinrich IV. Fürst Reuß-Köstritz (1919–2012) als Linienältester im Mannesstamm nach der Tradition fürstlicher Familien Familienoberhaupt und damit „Chef“ des Gesamthauses Reuß wurde. Woizlawa-Feodora Prinzessin Reuß, die Witwe Heinrichs I., vertreten durch ihren zweitjüngsten Sohn, Heinrich XIII., prozessierte seit Anfang der 1990er Jahre um die Rückübertragung von Eigentum des Hauses Reuß jüngerer Linie, insbesondere mit der Argumentation, dass Erbprinz Heinrich XLV. (ein bedeutender Förderer des Theaterwesens, der jedoch auch Mitglied der NSDAP war und bis 1944 in der Wehrmacht diente), auch einen britischen Pass hatte, also nicht enteignet werden durfte. Über den Rückgabeanspruch auf Mobilien (Kunstschätze) gab es 1998 einen Vergleich mit der Stadt Gera, hinsichtlich weiterer Immobilien gab es viele Verfahren in den 2000er Jahren, die inzwischen rechtskräftig abgeschlossen wurden. In den meisten Fällen kam es zu der vom Haus Reuß gewollten Entschädigung und nicht zur Rückübertragung der Immobilien. Erfolgreich war Woizlawa-Feodora Prinzessin Reuß hingegen mit ihrem Rückübertragungsantrag für Schloss Thallwitz, das der Familie 2008 in einem Vergleich zugesprochen wurde. Ebenso ist das Jagdschloss Waidmannsheil in Saaldorf wieder im Familienbesitz. Bis zu seiner Verhaftung 2022 wurde es von Heinrich XIII. genutzt, der dort seit 2017 einen Hickory-Golf-Club führte. Darüber hinaus soll er mutmaßlich das Anwesen auch als Basis für die Vorbereitung von Umsturzplänen aus der Reichsbürgerszene genutzt haben.
Reuß-Köstritz ist die letzte lebende Linie des Hauses Reuß. Ihre Existenz kann aufgrund vieler männlicher Nachkommen auf lange Sicht als gesichert betrachtet werden. Im Jahr 2022 umfasste sie etwa 60 Angehörige, davon die Hälfte männlichen Geschlechts (alle mit Vornamen Heinrich). Das Familienoberhaupt dieser Linie (und damit aller lebenden Reußen) ist seit 2012 Heinrich XIV. Reuss (* 1955), der mit seiner Familie auf dem seit 1822 zum Familienbesitz gehörenden Schloss Ernstbrunn in Niederösterreich lebt und dynastisch den 1806 verliehenen (heute amtlich nicht mehr anerkannten) Erstgeburtstitel Fürst Reuß zu Köstritz führt. Da die beiden regierenden Linien ausgestorben sind, wäre deren Thronfolge bei Weiterbestehen der Monarchie an die Köstritzer Linie gefallen, die heute das Haus Reuß insgesamt repräsentiert, weshalb Heinrich XIV. auch kurz Fürst Reuß genannt wird. Er hat einen Vergleich mit der Restitutionsbehörde über die Rückgabe von Gütern der Linie aus Köstritz erzielt, aufgrund dessen ihm Land- und Forstwirtschaftsbetriebe in Gera-Aga und Bad Lobenstein zurückübertragen wurden, weil die Enteignung zum Nachteil eines österreichischen Staatsangehörigen (des letzten Paragiatsherrn Heinrich XXXIX. von Reuß-Köstritz) und damit verbotswidrig erfolgt war.

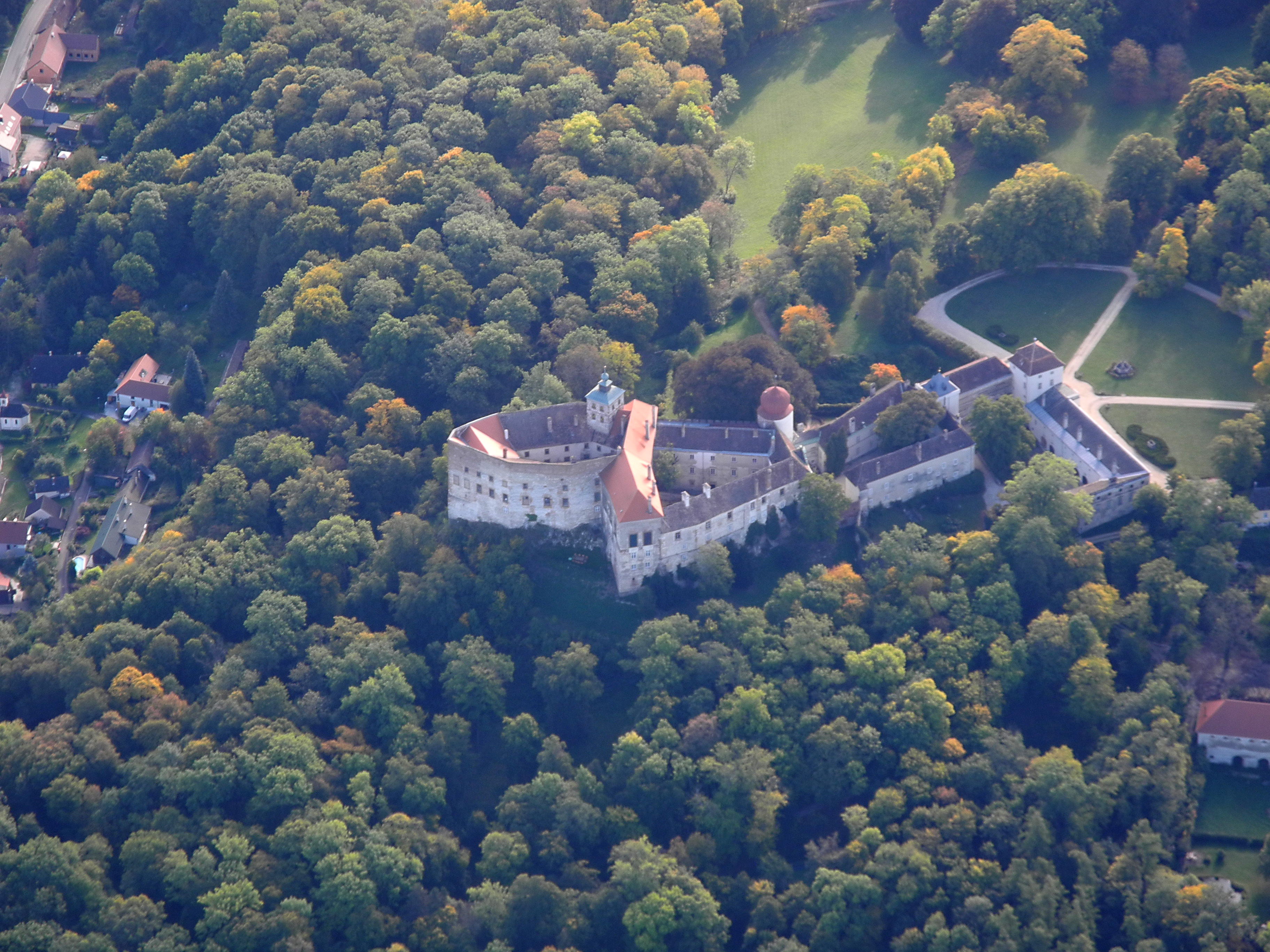
Schloss Ernstbrunn, Niederösterreich
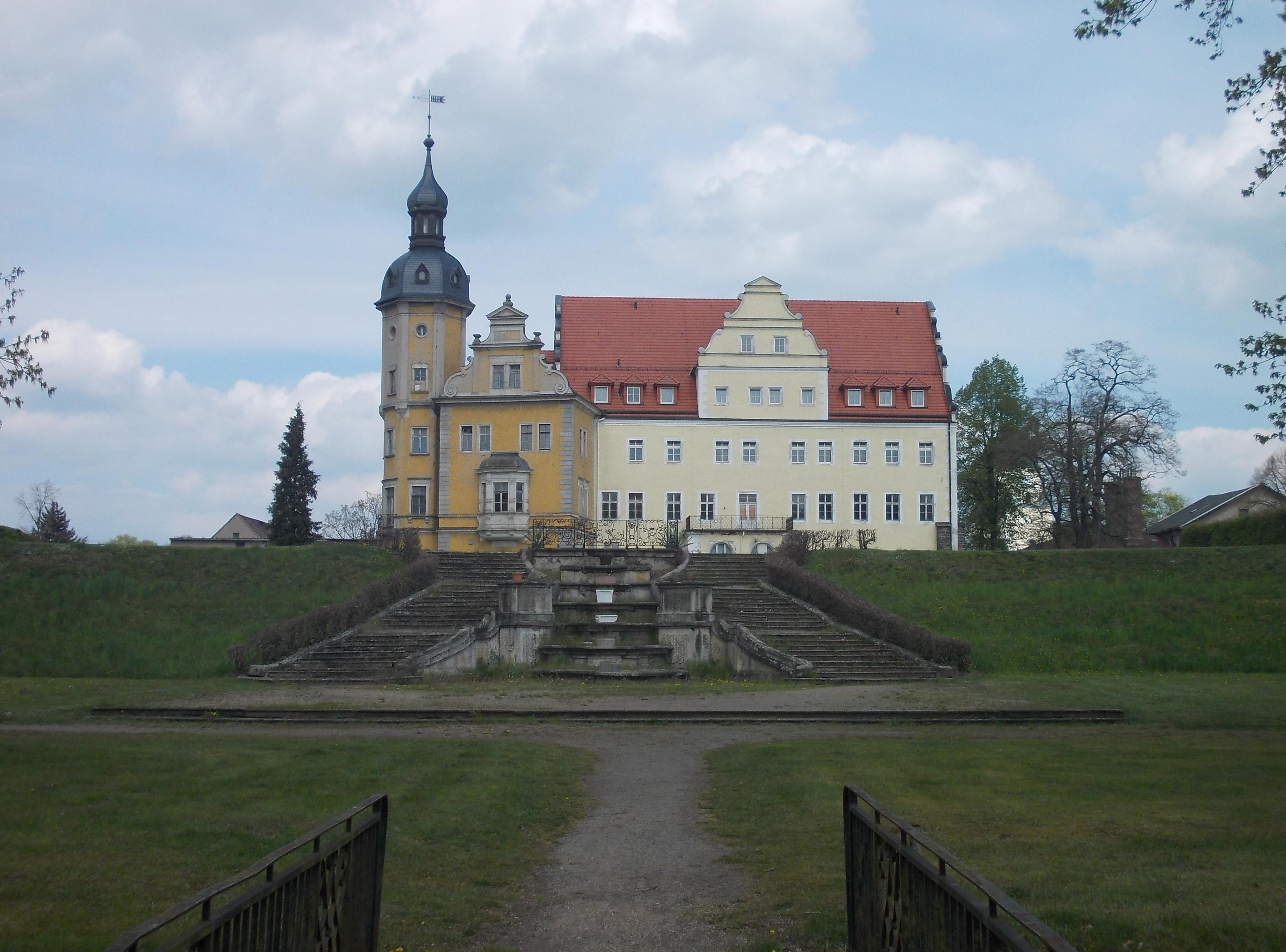
Schloss Thallwitz, Landkreis Leipzig
Jagdschloss Waidmannsheil in Saaldorf

Der Name der Reußen lebt noch heute unter anderem in der Bezeichnung Reußische Fürstenstraße oder des ältesten Geraer Gymnasiums als Rutheneum fort.

## Wappen
Am 15. Dezember 1294 erteilte im Feldlager zu Borna Pfalzgraf Rudolf bei Rhein und Herzog von Bayern den Vögten Heinrich dem Älteren und Heinrich dem Jüngeren von Plauen, sowie den Vögten von Weida und Gera einen förmlichen Wappenbrief, worin er sagt, dass die Vorfahren der Vögte Schild und Banner von seinen, des Herzogs Vorfahren erhalten hätten. Der pfalzgräfliche Löwe ist seit 1230 nachweisbar, seit ca. 1240 gekrönt. Das erste Wappensiegel der Vögte von Weida ist von ca. 1240–44, alle früheren Siegel sind Gemmen. Die Verleihung von Wappen und Banner müsste also in diese Zeit fallen. Den eigentlichen Ursprung dürfte der Löwe von den Grafen von Everstein haben, die das gleiche Wappenbild (auch gleiche Helmzier) führten, nur in anderen Tinkturen (silbern-blau): Die Herrschaft Plauen gehörte 1122 den Grafen Everstein, 1236 erscheint Plauen zum ersten Mal im Besitz der Vögte von Weida. Eine Linie nannte sich danach Vögte von Plauen, mit Blauen als eversteinischgem Lehen. Es ist also nicht ausgeschlossen, dass das eversteinische Wappenbild (der Reussen) die pfalzgräflichen Tinkturen erhielt, vielleicht um 1261, als die Vögte von Weida, Gera und Plauen mit dem Vater des Pfalzgrafen Rudolf ein Kriegsbündnis abgeschlossen hatten. Erst 1370 wechselt die Helmzier der Linie Gera zum Brackenhaupt, das sie evtl. dem Haus Zollern verdankt, das Recht zu dieser Helmzier 1317 erkauft hatte (die silbern-schwarze Tinktur würde dafür sprechen). Um die Mitte des 15. Jahrhunderts wurde das Brackenhaupt von den Linien Reuss und Plauen ebenfalls übernommen.
Das Stammwappen zeigte dann in Schwarz einen rot-gekrönten und -bewehrten goldenen Löwen. Auf dem Helm mit schwarz-silbernen Decken ein von Silber und Schwarz gespaltener Brackenrumpf. Dieses entspricht dem Wappen der Vögte von Plauen, mit denen die späteren Grafen und Fürsten von Reuß eines Stammes sind.

## Zählung der Reußen
Sämtliche männlichen Familienmitglieder des Hauses Reuß führten und führen den Vornamen Heinrich. Diese ungewöhnliche Regelung wurde 1668 durch Hausgesetz festgeschrieben, ebenso wie die Festlegung, dass im Falle des Aussterbens einer der beiden Linien das Land an die andere fallen sollte. Die Tradition des einheitlichen Vornamens bestand aber bereits seit 1200, vermutlich um damit den Stauferkaiser Heinrich VI. zu ehren, der Heinrich den Reichen von Weida († 1209) zum quedlinburgischen Stiftsvogt erhoben hatte.

### Bis zur Hauptteilung
Die ersten Reußen zählten logisch nach Reihenfolge der Geburt innerhalb ihrer Linien. Bei Gründung einer neuen Linie begann die Zählung wieder mit eins. So bei den Vögten von Gera, den Vögten von Plauen, den Burggrafen von Meißen und den Herren von Reuß. Letztere zählten so weiter bis zur Teilung der drei Hauptlinien. Um enorm hohe Ordnungszahlen zu vermeiden, begannen die ältere und jüngere Linie mit einer neuen Regelung der Zählweise, die mittlere zählte noch logisch bis zu ihrem baldigen Aussterben mit Heinrich XVIII. 1616 weiter.

### Ältere Linie
Anfänglich begann die Ältere Linie erneut mit eins. Diese Regel wurde später auch für beide inzwischen entstandenen Äste angewandt. Eine erste Serie beginnt mit Heinrich I. zu Greiz-Burgk (* 1632) und endet mit Heinrich XVI. zu Greiz-Dölau (* 1678); die zweite Serie beginnt mit Heinrich I. zu Greiz (* 1693). Nach dem Aussterben des älteren Astes 1768 wurde mit Heinrich XI. Fürst Reuß zu Greiz († 1800) keine neue Serie begonnen, sondern wieder innerhalb der Linie in der Reihenfolge der Geburt weitergezählt, bis zu ihrem Erlöschen 1927.

### Jüngere Linie
Die Söhne von Heinrich Posthumus sind nummeriert von I. bis X., seine Enkel durch alle drei Linien in der Reihenfolge ihrer Geburt, ebenso in den weiteren Generationen bis zu Heinrich XXIX. zu Ebersdorf (* 1699). Die nächste Generation (mit Ausnahme von Heinrich XXX. zu Gera) beginnt eine neue Serie mit Heinrich I. zu Schleiz (* 1695) bis zu Heinrich XXV. zu Köstritz (* 1800). Die neuen Serien beginnen jeweils mit Beginn eines neuen Jahrhunderts; die dritte im 19. Jahrhundert mit Prinz Heinrich I. Reuß zu Köstritz (* 1803), die vierte mit Prinz Heinrich I. Reuß zu Köstritz (* 1910), die fünfte mit Heinrich I. Prinz Reuß (* 2002).
Gewöhnlich werden den Kindern Kose- oder Rufnamen gegeben, die sie im täglichen Leben voneinander unterscheiden. Das Amtsgericht Gera entschied 1927, dass das Standesamt die Nummerierung mit dem Zahlenzusatz weiter durchzuführen habe, da es sich nicht um einen Bezug zur früheren Landeshoheit handele, sondern um eine alle männlichen Familienmitglieder betreffende Tradition. Das Landgericht Frankfurt am Main entschied 1990 zu „Heinrich XXVI“, dass eine solche Nummerierung unzulässig sei, „es sei denn, dies entspricht altem Herkommen wie beispielsweise in der Familie Prinz R., in der seit Kaiser Heinrich VI. sämtliche Söhne unter Zusatz römischer Kardinalzahlen Heinrich heißen“.

## Die Territorien
Die folgende Übersicht enthält die Gebietszugehörigkeit zu einzelnen Häusern der Reußen. Die Farben richten sich dabei nach der ersten Teilung im Jahr 1564. Die Häuser der älteren Linie sind in blauen, die der mittleren Linie in grünen und die der jüngeren Linie in roten Farbtönen gehalten.
| ab Jahr | Untergreiz I       | Untergreiz II      | Rothenthal         | Obergreiz          | Schleiz                               | Dölau                                 | Burgk                                 | Saalburg                              | Ebers- dorf                           | Hirsch- berg                          | Loben- stein                          | Gera                |
| ------- | ------------------ | ------------------ | ------------------ | ------------------ | ------------------------------------- | ------------------------------------- | ------------------------------------- | ------------------------------------- | ------------------------------------- | ------------------------------------- | ------------------------------------- | ------------------- |
| 1564    | Untergreiz         | Untergreiz         | Untergreiz         | Obergreiz          |                                       |                                       |                                       |                                       |                                       |                                       |                                       | Gera                |
| 1583    | Untergreiz I       | Untergreiz II      | Untergreiz II      | Obergreiz          |                                       |                                       |                                       |                                       |                                       |                                       |                                       | Gera                |
| 1590    | Untergreiz I       | Untergreiz II      | Untergreiz II      | Obergreiz          | von allen Häusern gemeinsam verwaltet | von allen Häusern gemeinsam verwaltet | von allen Häusern gemeinsam verwaltet | von allen Häusern gemeinsam verwaltet | von allen Häusern gemeinsam verwaltet | von allen Häusern gemeinsam verwaltet | von allen Häusern gemeinsam verwaltet | Gera                |
| 1596    | Untergreiz         | Untergreiz         | Untergreiz         | Obergreiz          | (Obergreiz-)Schleiz                   | (Obergreiz-)Schleiz                   | Burgk 1                               | Gera                                  | Gera                                  | Gera                                  | Gera                                  | Gera                |
| 1616    | Greiz              | Greiz              | Greiz              | Greiz              | Gera                                  | Dölau                                 | Burgk                                 | Gera                                  | Gera                                  | Gera                                  | Gera                                  | Gera                |
| 1625    | Untergreiz         | Untergreiz         | Untergreiz         | Obergreiz          | Gera                                  | Dölau                                 | Burgk                                 | Gera                                  | Gera                                  | Gera                                  | Gera                                  | Gera                |
| 1636    | Untergreiz         | Untergreiz         | Untergreiz         | Obergreiz          | Gera                                  | Burgk                                 | Burgk                                 | Gera                                  | Gera                                  | Gera                                  | Gera                                  | Gera                |
| 1640    | Untergreiz         | Untergreiz         | Untergreiz         | Obergreiz          | Gera                                  | Obergreiz                             | Untergreiz                            | Gera                                  | Gera                                  | Gera                                  | Gera                                  | Gera                |
| 1647    | Untergreiz         | Untergreiz         | Untergreiz         | Obergreiz          | Schleiz                               | Obergreiz                             | Untergreiz                            | Saalburg                              | Lobenstein                            | Lobenstein                            | Lobenstein                            | Gera                |
| 1666    | Untergreiz         | Untergreiz         | Untergreiz         | Obergreiz          | Schleiz                               | Obergreiz                             | Untergreiz                            | Gera                                  | Lobenstein                            | Lobenstein                            | Lobenstein                            | Gera                |
| 1668    | Untergreiz         | Untergreiz         | Rothenthal         | Obergreiz          | Schleiz                               | Obergreiz                             | Burgk                                 | Gera                                  | Lobenstein                            | Lobenstein                            | Lobenstein                            | Gera                |
| 1678    | Untergreiz         | Untergreiz         | Rothenthal         | Obergreiz          | Schleiz                               | Obergreiz                             | Burgk                                 | Gera                                  | Ebers- dorf                           | Hirsch- berg                          | Loben- stein                          | Gera                |
| 1694    | Untergreiz         | Untergreiz         | Rothenthal         | Obergreiz          | Schleiz                               | Dölau                                 | Burgk                                 | Gera                                  | Ebers- dorf                           | Hirsch- berg                          | Loben- stein                          | Gera                |
| 1697    | Untergreiz         | Untergreiz         | Rothenthal         | Obergreiz          | Schleiz                               | Dölau                                 | Untergreiz                            | Gera                                  | Ebers- dorf                           | Hirsch- berg                          | Loben- stein                          | Gera                |
| 1698    | Untergreiz         | Untergreiz         | Untergreiz         | Obergreiz          | Schleiz                               | Obergreiz                             | Untergreiz                            | Gera                                  | Ebers- dorf                           | Hirsch- berg                          | Loben- stein                          | Gera                |
| 1711    | Untergreiz         | Untergreiz         | Untergreiz         | Obergreiz          | Schleiz                               | Obergreiz                             | Untergreiz                            | Gera                                  | Ebersdorf                             | Ebersdorf                             | Loben- stein                          | Gera                |
| 1778    | Reuß älterer Linie | Reuß älterer Linie | Reuß älterer Linie | Reuß älterer Linie | Schleiz                               | Reuß älterer Linie                    | Reuß älterer Linie                    | Gera                                  | Ebersdorf                             | Ebersdorf                             | Loben- stein                          | Gera                |
| 1802    | Reuß älterer Linie | Reuß älterer Linie | Reuß älterer Linie | Reuß älterer Linie | Schleiz                               | Reuß älterer Linie                    | Reuß älterer Linie                    | Schleiz 2                             | Ebersdorf                             | Ebersdorf                             | Loben- stein                          | Schleiz 2           |
| 1824    | Reuß älterer Linie | Reuß älterer Linie | Reuß älterer Linie | Reuß älterer Linie | Schleiz                               | Reuß älterer Linie                    | Reuß älterer Linie                    | Schleiz                               | Lobenstein-Ebersdorf                  | Lobenstein-Ebersdorf                  | Lobenstein-Ebersdorf                  | Schleiz             |
| 1848    | Reuß älterer Linie | Reuß älterer Linie | Reuß älterer Linie | Reuß älterer Linie | Reuß jüngerer Linie                   | Reuß älterer Linie                    | Reuß älterer Linie                    | Reuß jüngerer Linie                   | Reuß jüngerer Linie                   | Reuß jüngerer Linie                   | Reuß jüngerer Linie                   | Reuß jüngerer Linie |

1 Nachdem 1596 die Verteilung der neugewonnenen Ländereien beschlossen worden war, übernahm das Haus Untergreiz I das Haus Burgk und verkaufte das eigene Gebiet an Untergreiz II.
2 Nach dem Aussterben der Linie Reuß zu Gera ging von dem Land zunächst eine Hälfte an Reuß-Schleiz und die andere Hälfte an Reuß-Lobenstein und Reuß-Ebersdorf. Kurze Zeit danach wurde nahezu das ganze Land von Reuß-Schleiz übernommen.

### Erklärung des Diagramms

#### 1564–1616

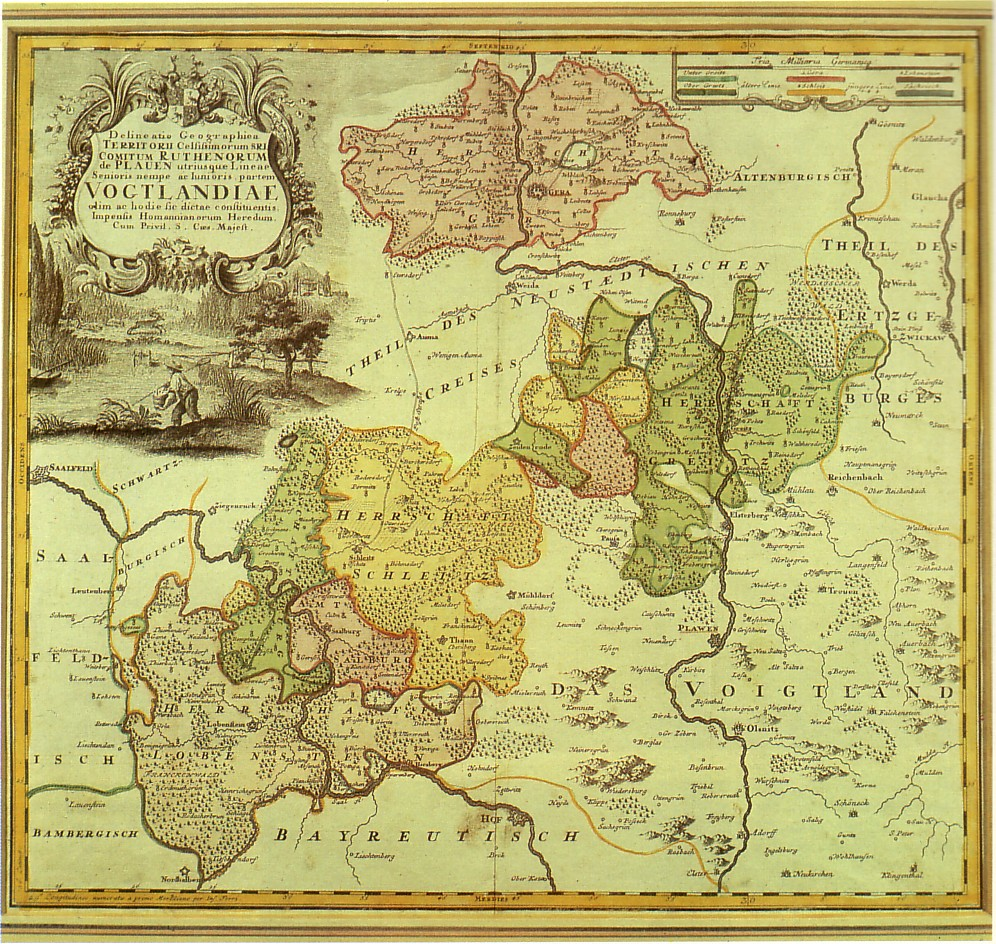
Die reußischen Territorien im 18. Jahrhundert
Grün: Reuß ältere Linie (Greiz, Burgk)
Rot: Reuß-Gera (mit Saalburg)
Gelb: Reuß-Schleiz
Braun: Reuß-Lobenstein

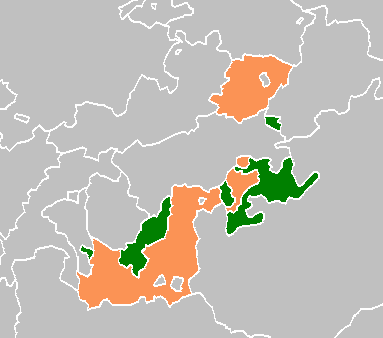
Die reußischen Territorien 1820 (grün: Reuß älterer Linie, orange: Reuß jüngerer Linie) (Schleiz, Ebersdorf und Lobenstein)

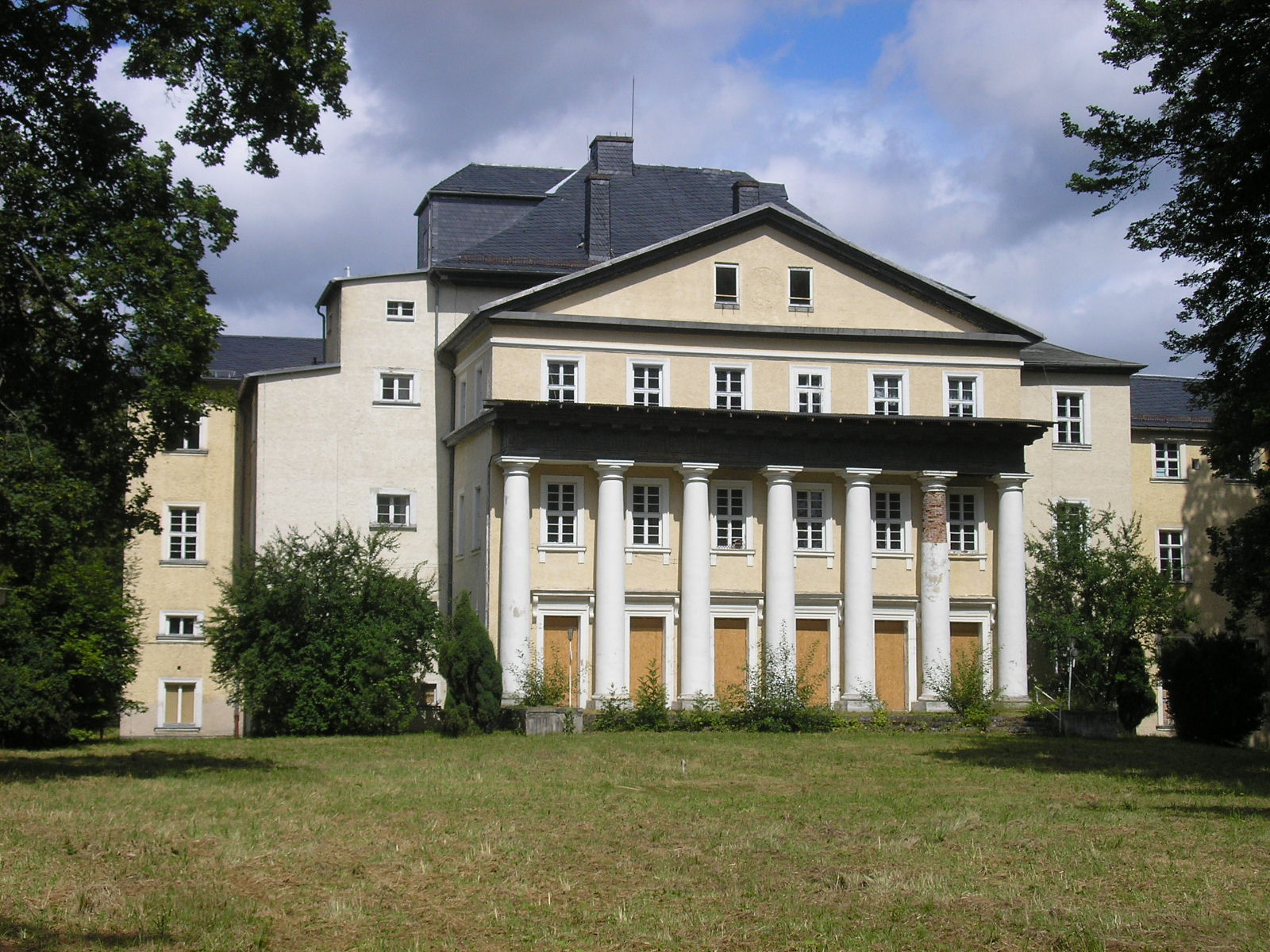
Schloss Ebersdorf, ehemalige Residenz der Grafen von Reuß-Ebersdorf

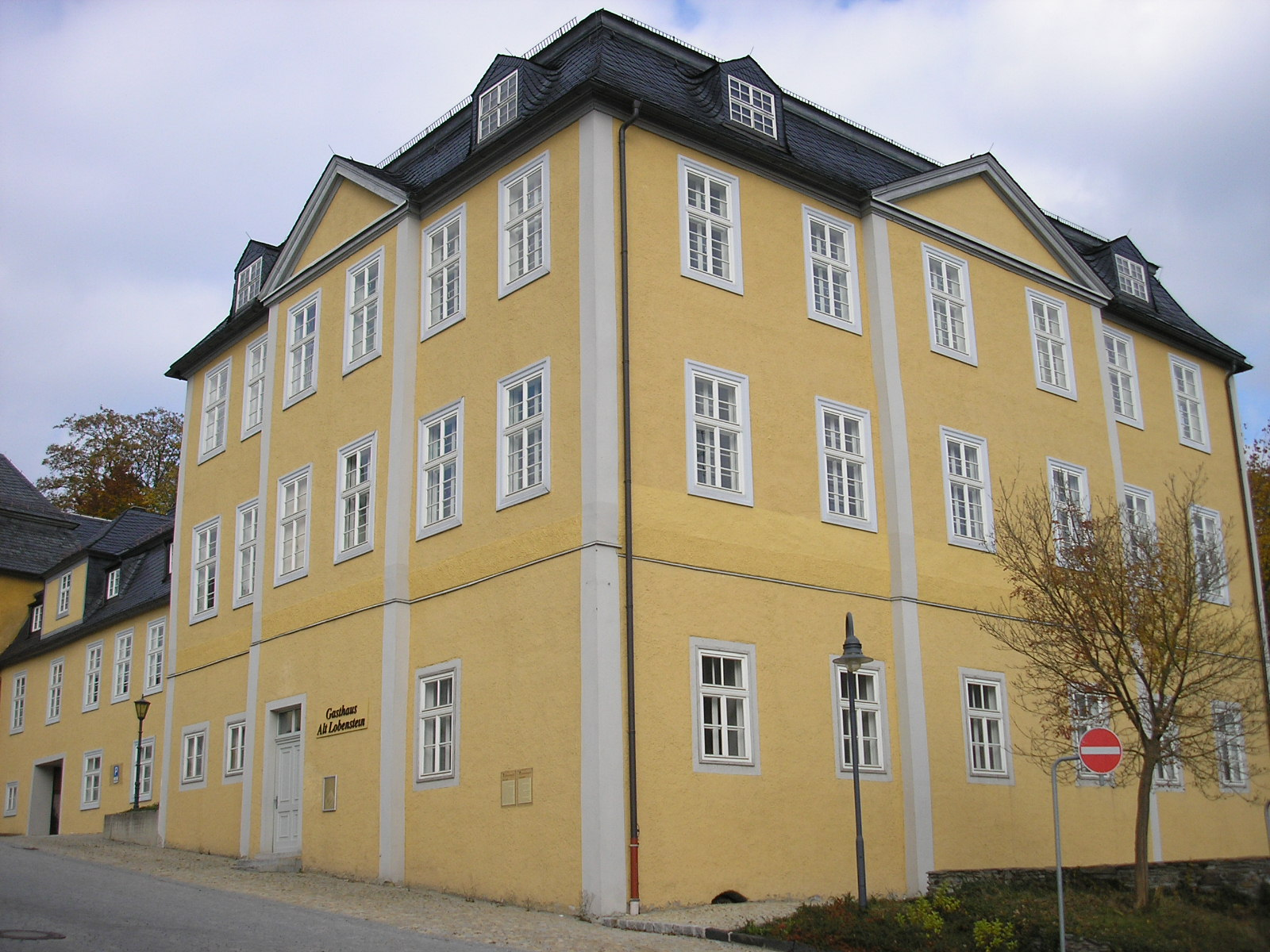
Schloss Lobenstein, ehemalige Residenz der Fürsten Reuß-Lobenstein

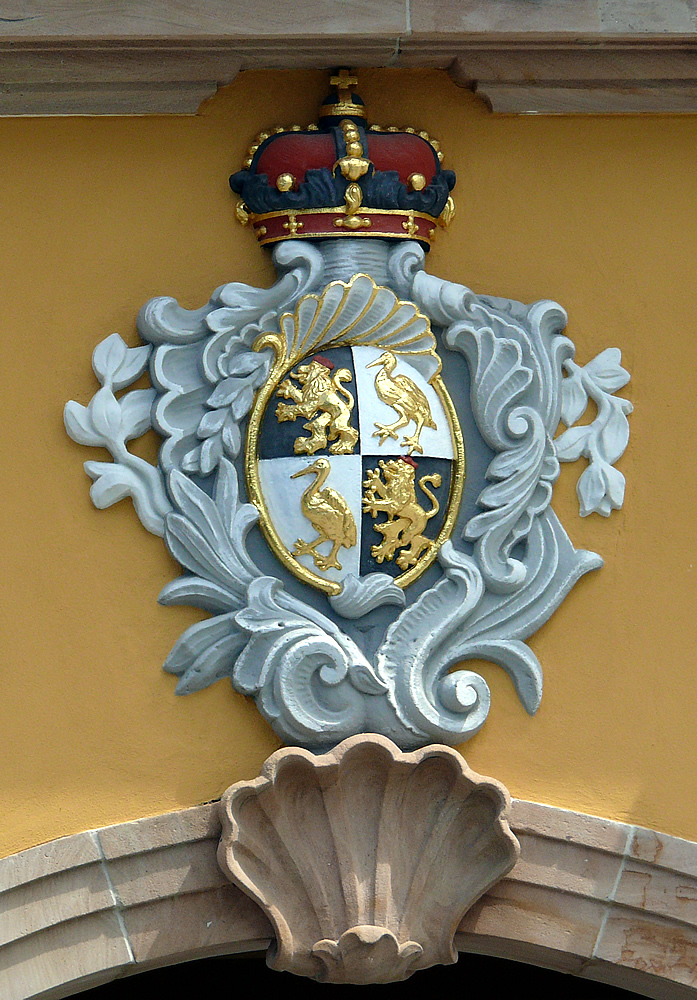
Reußenwappen an der Orangerie (Gera)

1564: Dreifache Teilung des Reußenlands:
- Ältere Linie: Untergreiz (teilt sich 1583 in Untergreiz I und Untergreiz II).
- Mittlere Linie: Obergreiz.
- Jüngere Linie: Gera.

1590: Schleiz aus einer Erbschaft der Familie Reuß zugefallen, bis 1596 gemeinsam verwaltet.
1596: Teilung des bisher gemeinsam verwalteten Schleiz zwischen den drei Linien:
- Mittlere Linie bekommt Stadt Schleiz.
- Ältere Linie bekommt Burgk.
- Jüngere Linie bekommt Saalburg (und Tanna).

Sowohl die ältere als auch die jüngere Linie besitzen jetzt je zwei voneinander getrennte Gebiete:
- Ältere Linie: Untergreiz und Burgk,
- Jüngere Linie: Gera und Saalburg.

Weil durch die Teilung Schleiz die Gebiete der drei Linien vergrößert worden sind, finden gleich nach dem Zufallen der Erbschaft 1596 weitere Teilungen der älteren und mittleren Linie statt:
- Ältere Linie: der Herr Untergreiz I wird Herr von Burgk und verkauft Untergreiz I an Untergreiz II, das also wieder vereinigt ist zu Untergreiz. Es existieren jetzt zwei Herrschaften in der älteren Linie: Untergreiz und Burgk.
- Mittlere Linie: Teilung zwischen Obergreiz und Schleiz, grenzten aneinander. Dies betrifft nur eine Teilung der Steuereinkünfte und keine staatsrechtliche Teilung.
- Jüngere Linie teilt sich nicht und dort gibt es wie vorher zwei voneinander getrennte Gebiete Gera und Saalburg.

1616: Aussterben der mittleren Linie. Teilung der Erbschaft (Obergreiz und Schleiz):
- Ältere Linie Burgk bekommt Dölau (Teil Obergreiz) und teilt sich gleich danach in Burgk und Dölau.
- Ältere Linie Untergreiz bekommt Obergreiz und nennt sich Greiz.
- Jüngere Linie Gera bekommt Schleiz. Hier sind wie vorher noch immer zwei voneinander getrennte Gebiete (Gera und Saalburg/Schleiz).

#### Reuß älterer Linie seit 1616
1616: Es existieren drei Herrschaften in der älteren Linie: Greiz, Dölau und Burgk.
1625: Teilung Greiz in Untergreiz und Obergreiz.
1636: Nach Aussterben fällt Dölau 1636 zurück an Burgk.
1640: Nach Aussterben Burgk 1640 Teilung von Burgk zwischen Untergreiz und Obergreiz. Obergreiz und Untergreiz sind jetzt je zwei voneinander getrennte Gebiete (also zusammen vier Gebiete).
1668: Dreifache Teilung von Untergreiz:
- Untergreiz.
- Burgk (nach Aussterben 1697 fällt Burgk zurück an Untergreiz; besser gesagt teilweise an Untergreiz und teilweise an Rothenthal, aber das ist nicht im Figur verarbeitet, diese Situation dauerte immerhin nur ein Jahr). Burgk war geographisch von Untergreiz/Rothenthal getrennt.
- Rothenthal (nach Aussterben fällt Rothenthal 1698 zurück an Untergreiz). Untergreiz und Rothenthal grenzten aneinander.

1698 Untergreiz also wieder vereinigt: jetzt zwei geographisch voneinander getrennte Gebiete (Untergreiz/Rothenthal und Burgk).
1694 Teilung von Obergreiz:
- Obergreiz.
- Dölau. Nach Aussterben der Linie von Dölau fällt dieses schon 1698 zurück an Obergreiz. Diese Gebiete grenzten aneinander.

Vereinigung von Obergreiz und Untergreiz zu Reuß älterer Linie:
Nach Aussterben der Linie von Untergreiz fällt dieses 1778 zurück an Obergreiz. Alle Gebiete der älteren Linie sind jetzt vereinigt und Obergreiz nennt sich seitdem Reuß älterer Linie. Bis 1918 war das Fürstentum in zwei voneinander getrennte Gebiete geteilt (Greiz und Burgk).

#### Reuß jüngerer Linie (Gera) seit 1616
1616: Es existiert eine Herrschaft Gera, aber in zwei räumlich voneinander getrennten Gebieten (um Gera und um Saalburg/Schleiz).

1647: Vierfache Teilung Gera:
- Schleiz.
- Saalburg.
- Lobenstein.
- Gera.

1666: Saalburg wird aufgelöst und an die drei anderen Linien verteilt (Saalburg zu Gera, Tanna zu Schleiz).

1678: Dreifache Teilung der Linie Lobenstein:
- Ebersdorf.
- Hirschberg: 1711 nach Aussterben Teilung zwischen Ebersdorf und Lobenstein.
- Lobenstein.

1802 Aussterben der Linie Gera (und Saalburg). Gemeinsame Verwaltung Geras von Schleiz, Ebersdorf und Lobenstein. 
1824 Nach Aussterben der Linie von Lobenstein fällt Lobenstein an Ebersdorf, dieser Staat nennt sich seitdem Lobenstein-Ebersdorf.
1848 Abdankung des Fürsten von Lobenstein-Ebersdorf zugunsten der Linie von Schleiz. Alle Gebiete der jüngeren Linie waren jetzt vereinigt unter Schleiz, das sich seitdem Reuß jüngerer Linie nennt. Bis 1918 war der Staat in zwei voneinander getrennte Gebiete geteilt (1. Gera und 2. Schleiz, Saalburg, Lobenstein, Ebersdorf, Hirschberg).

## Bekannte Familienmitglieder

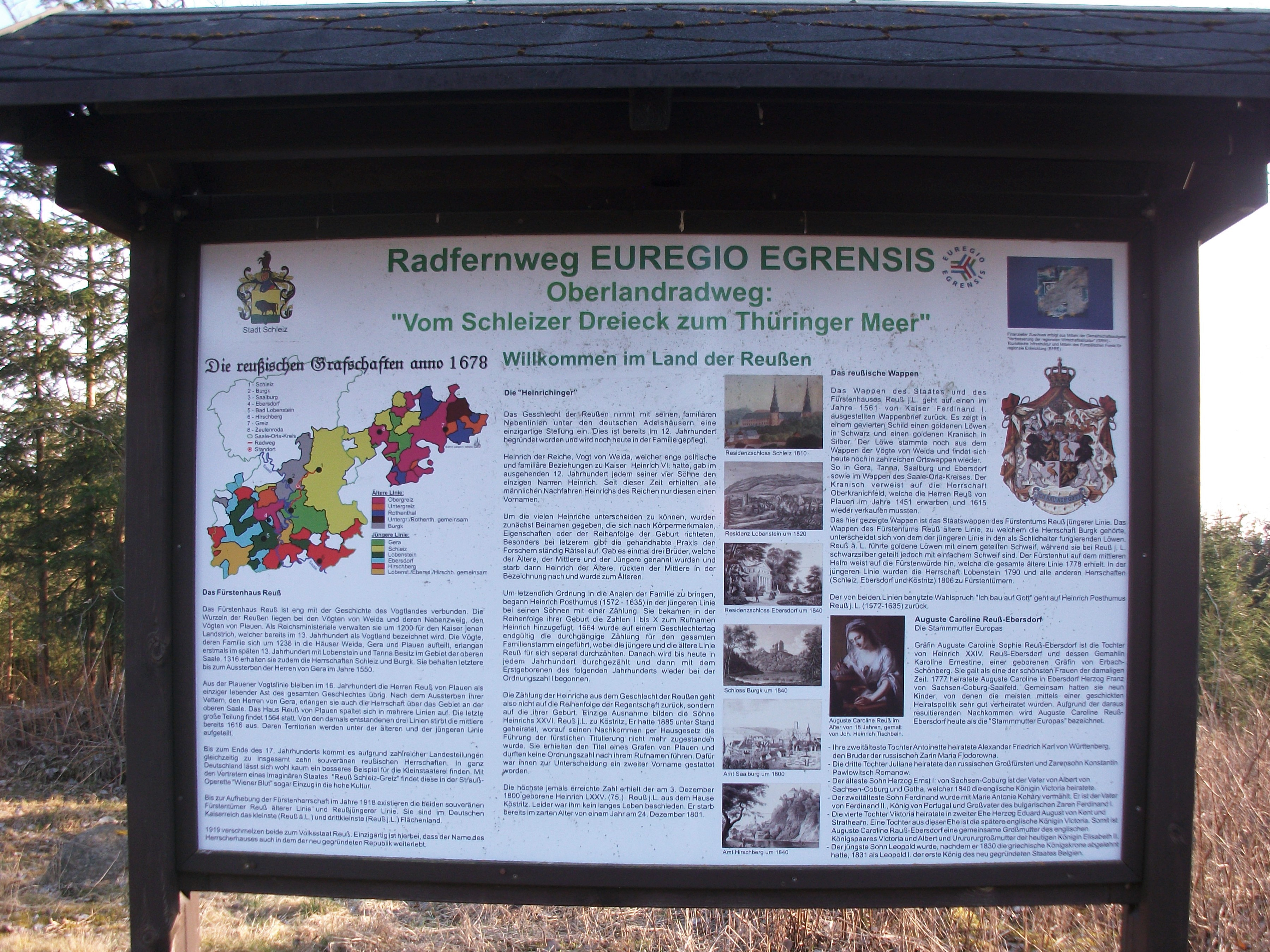
Oberland-Radweg, Infotafel Haus Reuß am ehemaligen Haltepunkt Burgk

- Heinrich Reuß von Plauen (1400–1470), 32. Hochmeister des Deutschen Ordens
- Heinrich II. Posthumus Reuß j.L. (1572–1635), Förderer von Wirtschaft und Schulwesen in Gera
- Heinrich VI. Reuß zu Obergreiz (1649–1697), kursächsischer Generalfeldmarschall
- Henriette Amalie Gräfin Reuß zu Obergreiz, geb. Freiin von Friesen (1668–1732), führte nach dem Tod ihres Gemahls Heinrich VI. Reuß zu Obergreiz 1697 einen einflussreichen „politischen Salon“ in Dresden
- Heinrich XXIV. (Reuß-Köstritz) (1681–1748), unter anderem Verwaltungsreformer, Stifter der reußischen Linie Köstritz
- Heinrich XIV. Reuß zu Greiz (1749–1799), Fürst Reuß zu Greiz, österreichischer Botschafter in Preußen
- Heinrich XLVII. Reuß zu Köstritz (1756–1833), preußischer Regierungspräsident
- Auguste Reuß zu Ebersdorf (1757–1831), Mutter von Leopold I., König der Belgier; Großmutter von Queen Victoria
- Heinrich LXXII. Reuß zu Ebersdorf (1797–1853) Fürst Reuß zu Ebersdorf und Fürst Reuß zu Lobenstein und Ebersdorf
- Heinrich LXXIV. Reuß zu Köstritz (1798–1886), Gutsbesitzer und Mitglied des Preußischen Herrenhauses
- Auguste Reuß zu Schleiz-Köstritz (1822–1862), Gemahlin von Großherzog Friedrich Franz II. von Mecklenburg [-Schwerin]
- Eleonore zu Stolberg-Wernigerode (1835–1903), Dichterin
- Heinrich XXIV. Reuß zu Köstritz (1855–1910), Komponist
- Eleonore Reuß zu Köstritz (1860–1917), ab 1908 Königin von Bulgarien
- Hermine Reuß ältere Linie (1887–1947), 2. Ehefrau des letzten Deutschen Kaisers Wilhelm II.
- Anni-Frid Lyngstad (* 1945), Sängerin der schwedischen Popgruppe ABBA, von 1992 bis zu dessen Tod 1999 Ehefrau von Heinrich Ruzzo Prinz Reuß
- Heinrich XIII. Prinz Reuß (* 1951), Immobilienmakler, Verschwörungstheoretiker und mutmaßliches Mitglied einer terroristischen Vereinigung („Patriotische Union“)

## Historische Karten
- Georg F. Lotter: Historische Karte des Vogtlandes 1757, Das Vogtland. Reuss-Plauischen-Herrschaften, Verlag Rockstuhl, Bad Langensalza, Reprint 1757/1998, ISBN 3-932554-09-4
- Eduard Brossmann:  Karte vom Oberlande der Fürstentumer Reuss 1901, Verlag Rockstuhl, Bad Langensalza, Reprint 2002, ISBN 3-936030-50-2

## Ehemalige Burgen und Schlösser aller Linien
- Andělská Hora, Burg Engelhaus/Engelsburg in Nordböhmen
- Aš (Asch): abgegangene Burg Asch, minimale Reste erhalten im Stadtpark
- Auerbach/Vogtl.: Burg Auerbach[12], Bergfried erhalten
- Auma: ehem. Burg Auma, abgegangen
- Bad Köstritz: Schloss Köstritz in Bad Köstritz
- Bad Lobenstein: Burg Lobenstein, Ruine in Bad Lobenstein
- Bad Lobenstein: Neues Schloss in Bad Lobenstein
- Bečov: Burg Petschau in Nordböhmen
- Berga/Elster: Schloss Dryfels, ehem. Burg, Ruine
- Blankenberg: Burg Blankenberg, Ruine seit Sprengung 1948
- Bochov, deutsch Buchau: vermutlich die ältere Burg auf dem Hungerberg
- Bochov, deutsch Buchau: Burg Hartenštejn, auch Neuhartenstein, Ruine, in Nordböhmen
- Burgk: Schloss Burgk, Burganlage mit Pavillon „Sophienlust“
- Cheb (Eger): Burg Eger
- Droyßig: Schloss Droyßig in Sachsen-Anhalt
- Ebersdorf: Schloss Ebersdorf in Saalburg-Ebersdorf
- Falkenstein/Vogtl.: ehem. Burg Falkenstein[12], geringe Mauerreste auf Burgfelsen
- Gera: Schloss Osterstein in Gera (ehem. obere Burg)
- Gera: ehem. untere Burg von Gera, Stadtburg (Wasserburg?), abgegangen
- Gera-Tinz: Schloss Tinz
- Greiz: Oberes Schloss Greiz[12] (ehem. Burg Greiz)
- Greiz: Unteres Schloss Greiz
- Greiz: Sommerpalais in Greiz
- Greiz-Dölau: Burg Dölau bei Greiz
- Greiz-Dölau-Rothenthal: ehem. Schloss Rothenthal (abgerissen, Standort mit Spuren direkt an Hauptstraße)
- Hartenstein/Sachsen: Burg Hartenstein mit der Grafschaft Hartenstein, kam formell in den Besitz derer von Reuß, wurde aber von den Schönburgern zuvor gewaltsam besetzt, letztlich an das Haus Schönburg gefallen, siehe dazu Burg Hungerberg.
- Hirschberg: Schloss Hirschberg, ehem. eine Burg
- Hohenleuben-Reichenfels: Burg Reichenfels[12] bei Hohenleuben, Ruine
- Hohenleuben: ehem. Hohenleubener Schloss, abgerissen in DDR-Zeit, Erbbegräbnis (Gruft) in der Stadtkirche erhalten
- Kunitz bei Jena: Burg Gleißberg ("Kunitzburg"), kurzzeitig
- Místo: kurzzeitig Burg Hasištejn (Hassenstein) in Nordböhmen im Erzgebirge
- Mühltroff: Burg Mühltroff
- Oelsnitz/Vogtl.: Burg Voigtsberg seit 1327
- Planschwitz: Burg Planschwitz, komplett abgegangene Höhenburg
- Planschwitz: Burg Stein, kleine Ruine einer Höhenburg an Talsperre Pirk
- Plauen: Plauener Burg
- Plauen: ehem. Burg Everstein, späteres „Malzhaus“ in Plauen
- Posterstein: Burg Posterstein, im Mittelalter „Stein“ genannt
- Remptendorf: Wysburg (auch: Hohenwaldsburg, Obere Walsburg, Altes Schloss, Hunnenburg), Ruine
- Rochsburg: Schloss Rochsburg, kurzzeitig
- Saalburg: ehem. Saalburg in Saalburg, Bergfriedreste
- Saaldorf: Jagdschloss Waidmannsheil in Bad Lobenstein-Saaldorf
- Schleiz: Schloss Schleiz (ehem. Burg), Ruine
- Schöneck: ehem. Burg Schöneck[12], auf dem Felsen „Hoher Söll“, (Turm im 18. Jh. abgegangen?)
- Schönfels: Burg Schönfels[12], später Altschönfels genannt, bei Zwickau
- Tanna: wohl ehem. Burg Tanna, „Burgstädtel“, abgegangen
- Treuen: ehem. Burg Treuen[12] (in der DDR-Zeit war noch ein Schutthaufen erhalten)
- Türbel: Burg Türbel, geringe Reste
- Ronneburg: Schloss Ronneburg, ehem. eine Burg
- Weida: Osterburg in Weida
- Weida: ehem. „Altstadtburg“ oder alte Burg von Weida, abgegangen
- Werdau: ehem. Burg Werdau[12] (als Schloss abgegangen um 1800?)
- Wiedersberg: Burg Wiedersberg
- Wiesenburg: Wiesenburg[12] bei Zwickau
- Wünschendorf/Elster: ehem. Burg Veitsberg in Veitsberg, weitgehend abgegangen
- Ziegenrück: Burg Ziegenrück, teilerhalten, Privatbesitz

## Grablegen
- Cronschwitz: Kloster Cronschwitz
- Gera: erhaltene Gruft der abgerissenen alten Johanniskirche am Johannisplatz (aktuell unzugängig)
- Hohenleuben: Gruft der Stadtkirche Hohenleuben (besichtigbar)
- Mildenfurth: Kloster Mildenfurth
- Saalburg: Kloster Heiligkreuz
- Schleiz: Gruft der Bergkirche St. Marien (besichtigbar)[13]
- Veitsberg: Grablegen in der Veitskirche (ehem. Burgkirche)